# Friedhof Pankow III

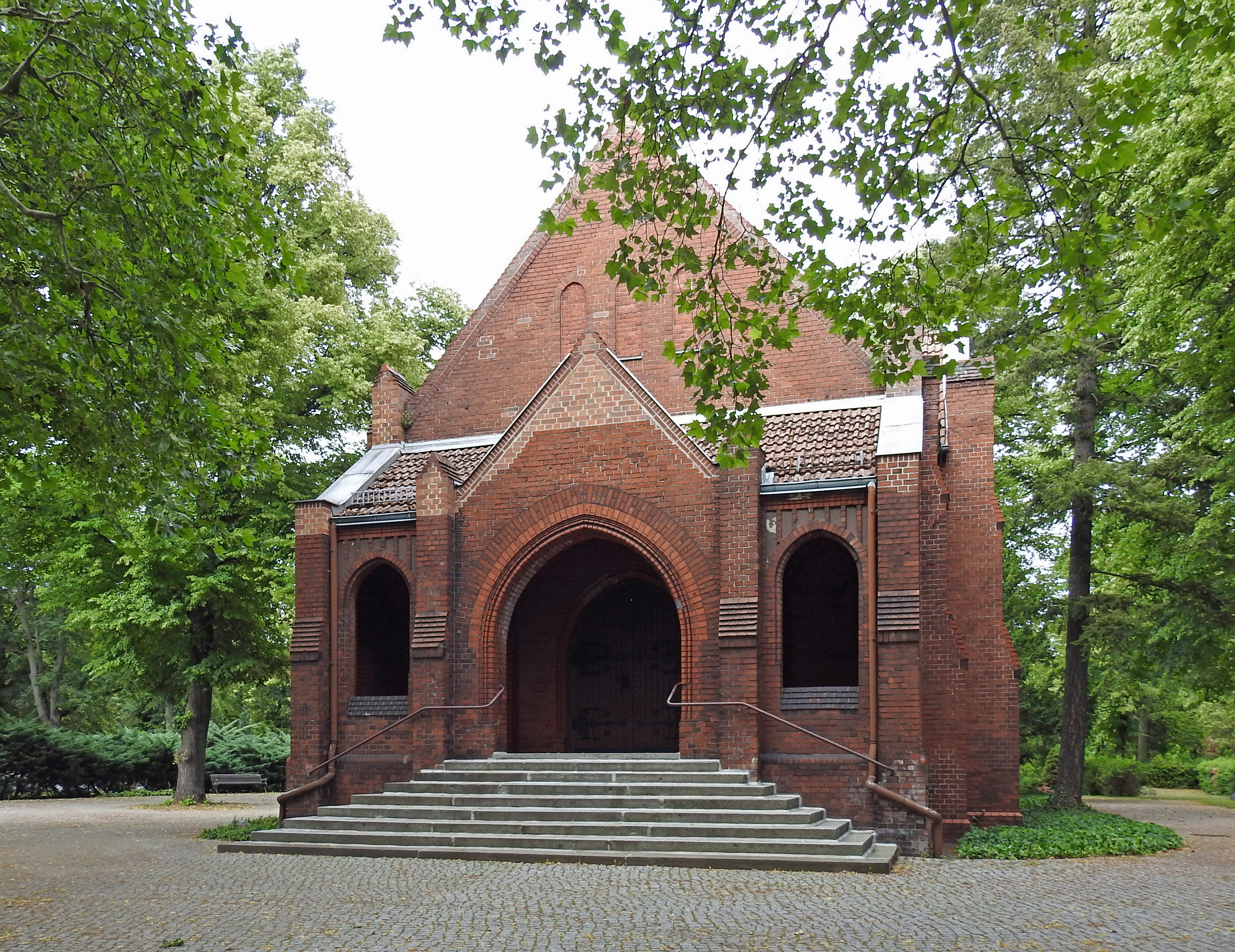
Denkmalgeschützte Friedhofskapelle von etwa 1905

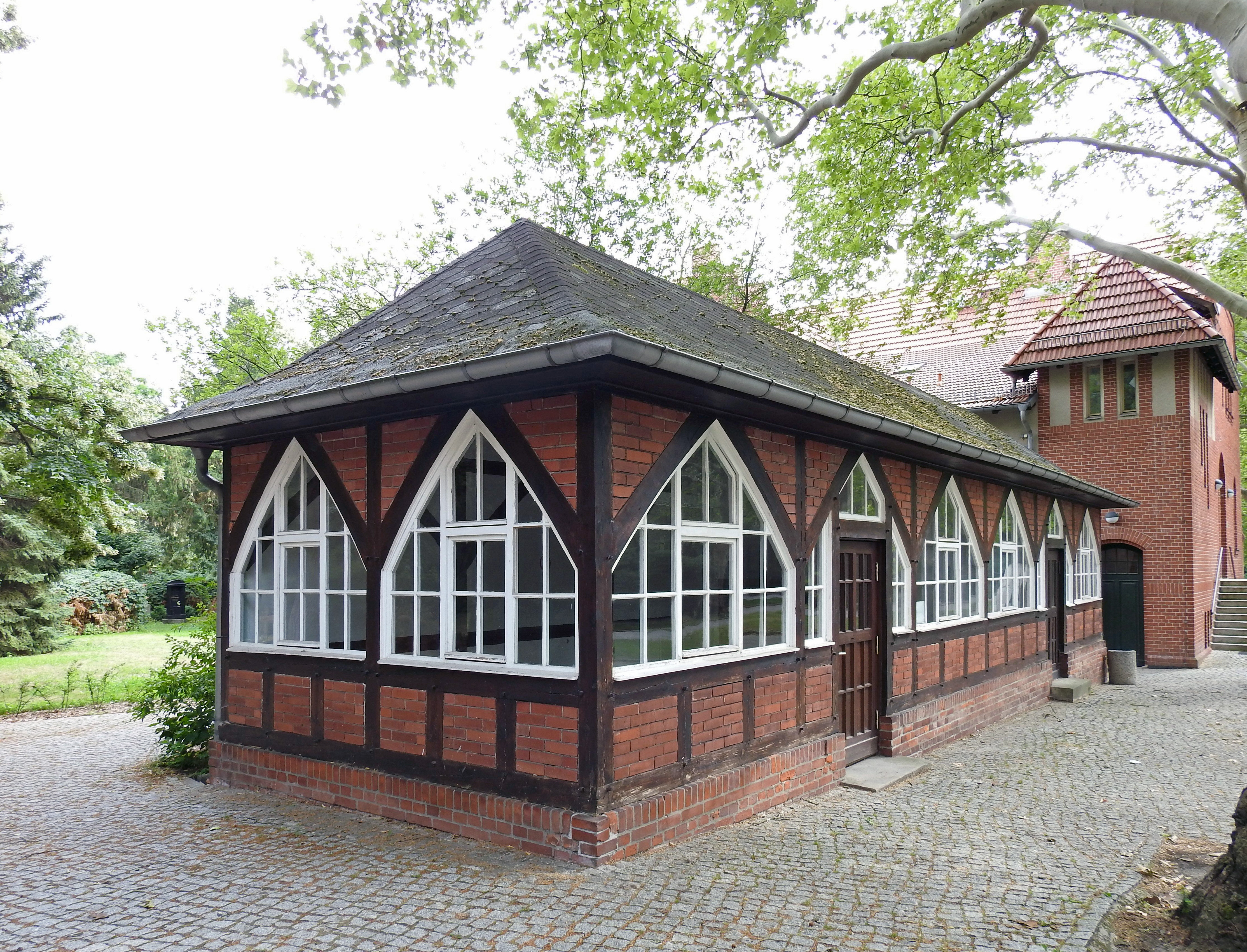
Wartesaal von etwa 1925; ebenfalls denkmalgeschützt

Der Friedhof Pankow III (ⓘ) ist ein landeseigener Friedhof im Berliner Bezirk Pankow. Er befindet sich im Ortsteil Niederschönhausen bzw. in der Ortslage Schönholz. Der 1905 eröffnete Friedhof ist mit einer Größe von 144.489 Quadratmetern der größte kommunale Friedhof im Bezirk. Friedhofskapelle, Wartesaal, Verwaltungsgebäude sowie die Grabmäler Butting, Lingner, Litten, Nipkow und Saefkow stehen unter Denkmalschutz.

## Lage
Der Friedhof liegt auf einer Fläche zwischen den Straßen Am Bürgerpark, Hermann-Hesse-Straße, Heinrich-Mann-Straße und Leonhard-Frank-Straße. Der Haupteingang befindet sich Am Bürgerpark 24. Nebeneingänge führen von der Hermann-Hesse-Straße und der Leonhard-Frank-Straße auf den Friedhof. Im Nordosten befindet sich in direkter Nachbarschaft der Volkspark Schönholzer Heide, im Südosten der Bürgerpark Pankow.
Mit öffentlichen Verkehrsmitteln ist der Friedhof mit den Buslinien 150 und 155 zu erreichen, die an der Haltestelle Hermann-Hesse-Straße direkt vor dem Nebeneingang der gleichnamigen Straße halten. Der S-Bahnhof Schönholz ist etwa 500 Meter vom Haupteingang entfernt.

## Geschichte

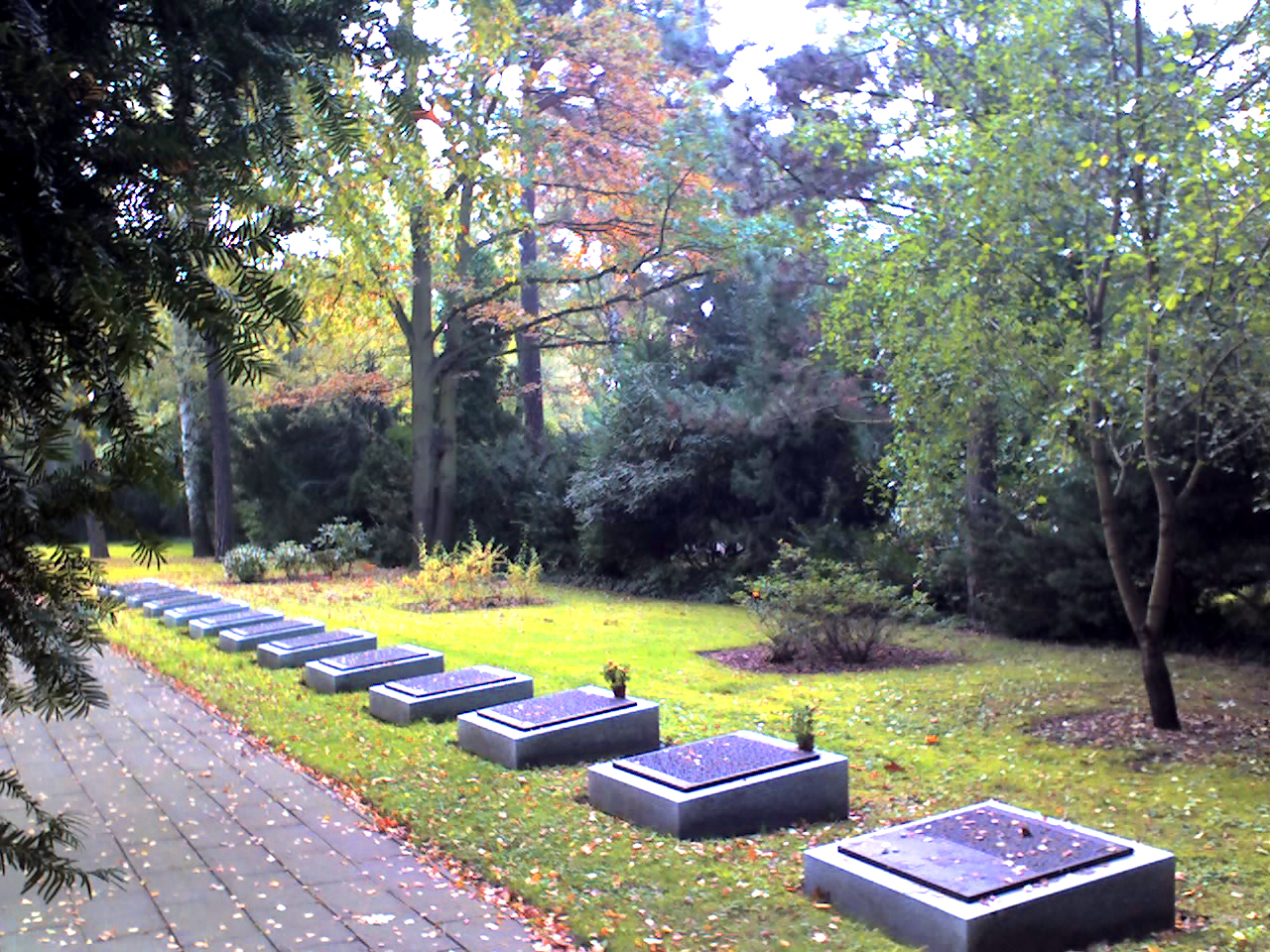
Gräberfeld der Opfer des Krieges und der Gewaltherrschaft

Gedenktafel vom Friedhof Pankow VIII

Kriegsgräber in der Schönholzer Heide (Pankow VI)

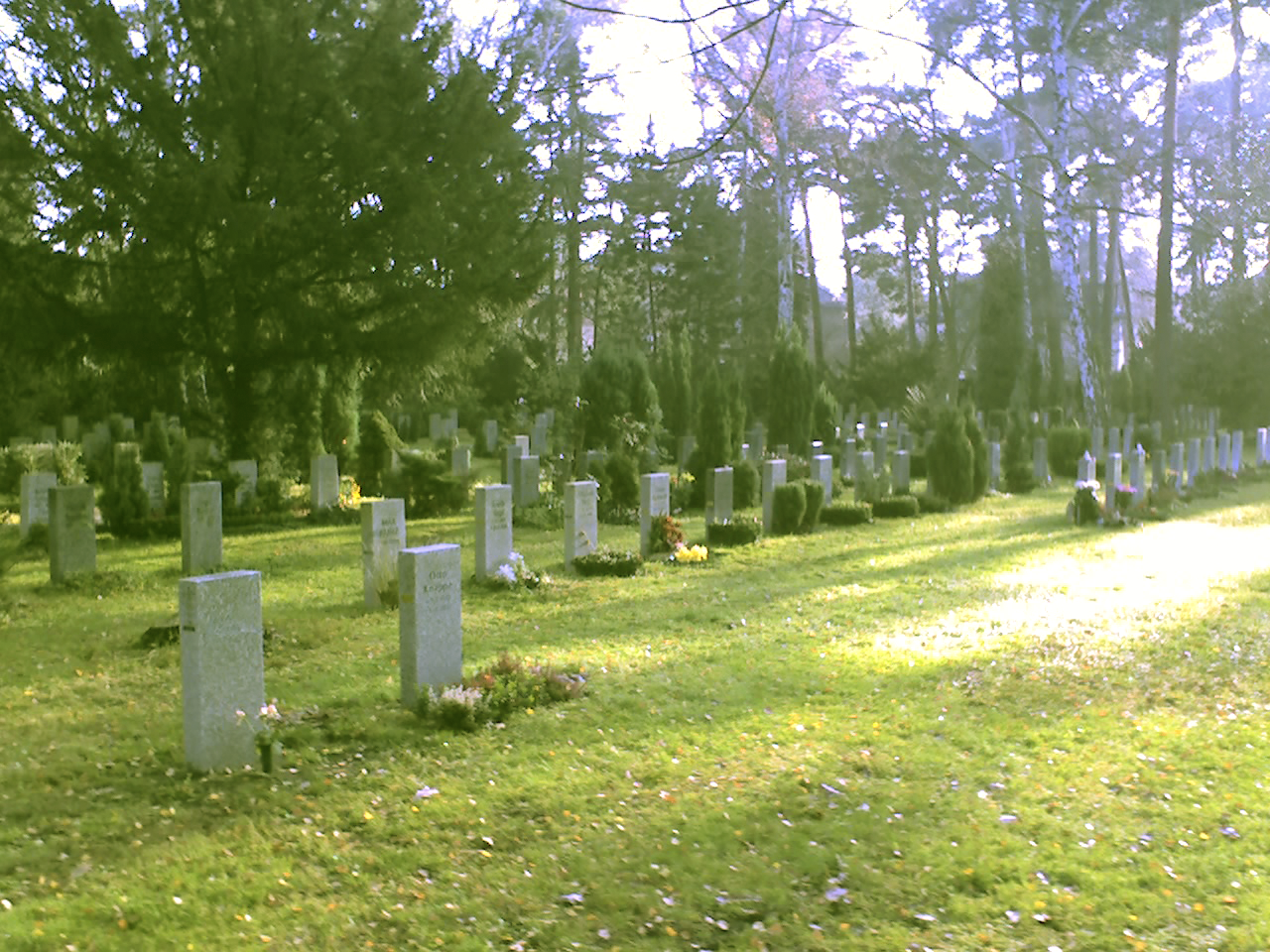
Der VdN-Ehrenhain auf Friedhof Pankow III

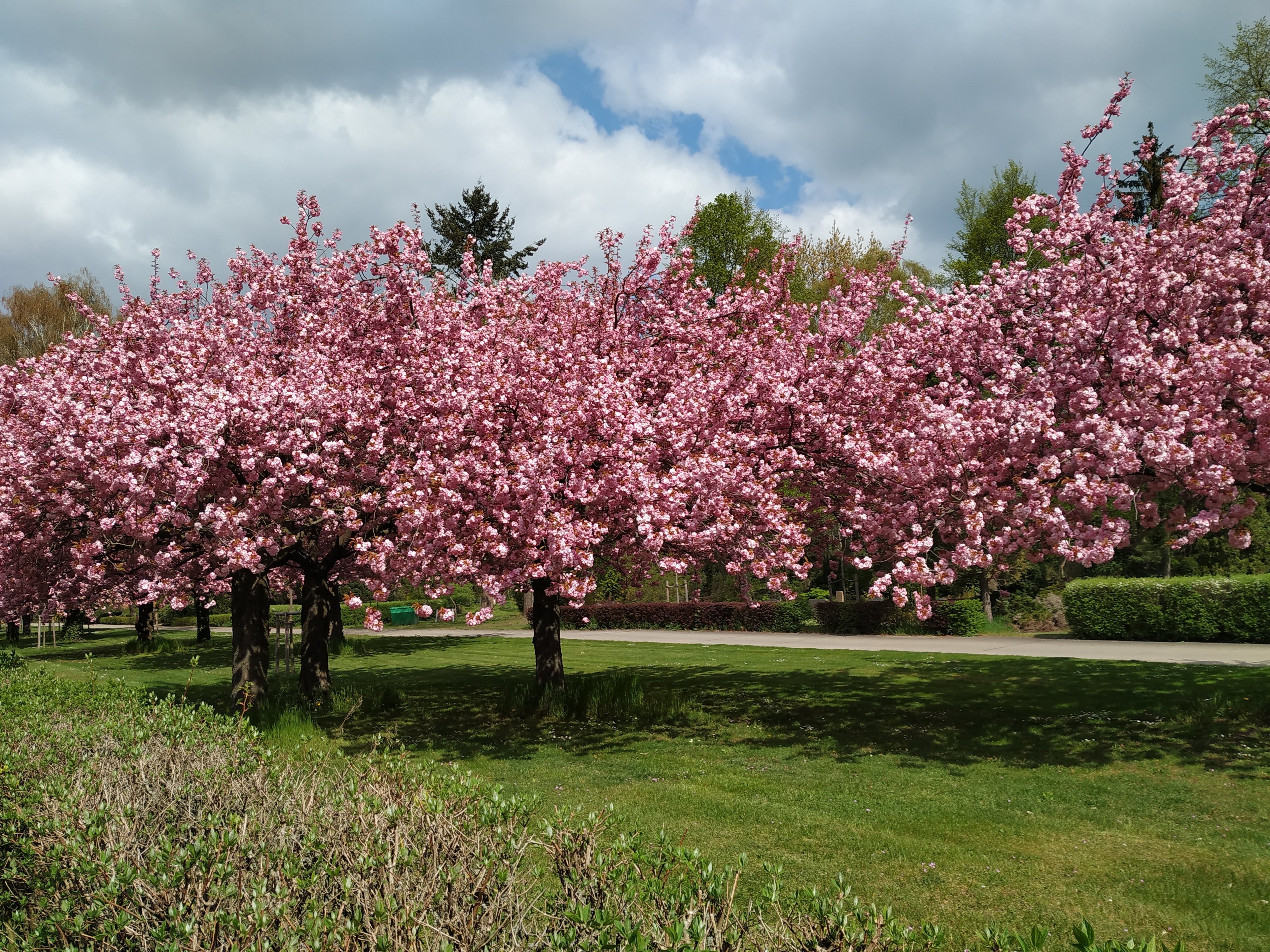
Blühende Kirschbäume auf dem Friedhof

1903 kaufte die Gemeinde Pankow die „Schönhauser Fichten“ als forstfiskalisches Gelände. Schützenhaus und ein parkartiger Wald in der Schönholzer Heide bestanden zu diesem Zeitpunkt bereits. Der erste Gemeindefriedhof Pankow und die Fläche an der Gaillardstraße (zweiter Gemeindefriedhof) genügten der wachsenden Gemeinde Pankow nicht mehr als Bestattungsflächen.
1905 wurde von der forstfiskalischen Fläche ein Teil westlich der Panke als Begräbnisfläche gewidmet und in geometrischem Muster mit Lindenalleen und Doppelwegen angelegt. Die ersten Beerdigungen fanden 1905 statt. Damals waren ausschließlich Erdbestattungen zugelassen. 1905 baute man nahe dem Haupteingang eine neugotische Friedhofskapelle mit roten Klinkern nach einem Entwurf von Carl Lubig, außerdem eine Leichenhalle und einen Sezierraum. Dem kreuzförmigen Grundriss ist eine offene Vorhalle mit einem Pultdach angeschlossen. Im Inneren steigt die fünfseitig geschlossene Apsis zu einem Spitztonnengewölbe mit Stichkappen. Außen ist die Klinkerfassade mit Putzflächen untergliedert, und die Knickbogenfenster unterstützen den gotischen Eindruck. Diese Fensterform wurde beim Verwaltergebäude in Backstein aufgenommen. Der rechteckige Klinkerbau mit Walmdach und abgesetztem Treppenhaus ist mit Kopfbändern in Zick-Zack-Linie verziert. Zwischen den Gemeinden Pankow und Niederschönhausen gab es Streitigkeiten zum Friedhof, als die Niederschönhauser feststellten, dass die Bahnhofstraße (nach 1950 Am Bürgerpark) keine Kanalisation hatte. Der Friedhofsverwalter Schnurstein war von der Gaillardstraße aus dem Armenhaus in das Inspektorenhaus des 3. Friedhofs umgezogen. Die fehlende Kanalisation zwang Schnurstein zum Umzug wieder ins Armenhaus und der Friedhofseingang Bahnhofstraße wurde geschlossen. Es verblieb nur der Zugang von der Bismarckstraße (→Hermann-Hesse-Straße) in Niederschönhausen. Erst mit der Pankebrücke von 1911 und gemeinsamer Übernahme von Bau- und Reinigungskosten fand eine Einigung statt. Der Friedhof Ⅲ wuchs beständig und die Friedhofsmauer an der Bahnhofstraße wurde mehrfach verlängert. 1915 wurde östlich der Halle ein Ehrenfriedhof für die im Ersten Weltkrieg gefallenen Pankower vorgesehen. Dieser blieb ungenutzt; dort wurde 1923 ein Urnenhain angelegt. Die erste Urne wurde am 6. Oktober 1923 beigesetzt, die des Malers und ehemaligen Gemeindevertreters Emil Fengler.
In den Jahren des Ersten Weltkrieges und den Nachkriegsjahren bis 1925 unterblieb eine weitere Gestaltung. Die gegenüberliegende Schönholzer Heide erhielt ab 1925 ihre Gestalt nach Plänen von Alexander Weiss. 1935 wurde das Urnenfeld mit Mauer und Treppen eingerichtet, das noch erhalten ist und über den Nebeneingang von der Hermann-Hesse-Straße zugänglich ist. 
1925 folgte die Wartehalle für Trauergäste, deren Bauform an Lubigs Entwurf der Kapelle angepasst ist. Diese drei Gebäude samt dem Inspektorenhaus stehen als Baudenkmal unter Denkmalschutz. 
Der Haupteingang lag im Süden Süden an der Bahnhofstraße, von Norden her bestand in der (bis 1951) Bismarckstraße der Zugang mit der Straßenbahnhaltestelle. Beim Anlegen wurde ein Kinderfriedhof geschaffen, der in den 1930er Jahren eingeebnet und zum Urnenhain wurde. Die Vergrößerung in die Schönholzer Heide war ein Waldfriedhof.
Noch 1943 hatte der „3. Städtische Friedhof“ in Pankow nur etwa die Hälfte der späteren Fläche und erstreckte sich entlang der Bahnhofstraße (jetzt Am Bürgerpark) an der Bezirksgrenze zu Reinickendorf. Die zwei für das „Forstviertel“ in den Schönhauser Fichten geplanten Straßen auf diesem Gelände (Hartigstraße und Reußstraße) wurden Anfang der 1930er Jahre entwidmet. 1932 lag hier laut Adressbuch (Danckelmannstraße) nördlich von der Bahnhofstraße (seit 1950: Am Bürgerpark) ein städtisches Grundstück der „Natur“ Gemeinnützige Betriebsges. der Stadt Berlin, aber der Friedhof grenzte noch nicht an. Gegenüber befindet sich Forst an der Cottastraße. 1935 lag an dieser Stelle die Friedhofsgärtnerei und die Cottastraße ging noch über die Danckelmannstraße weiter. 1940 befand sich von der mittlerweile als Wahnschaffestraße benannten Danckelmannstraße der Zugang zum Friedhof von hier zwischen den Grundstücken 5 und 7.
1943/1944 wurde der Friedhof erweitert. Man brauchte Platz, um die Opfer der Luftangriffe auf Berlin, Luftwaffenhelfer und Soldaten aus den Bucher Lazaretten und Krankenhäusern zu bestatten. Der gegenüber gelegene Lunapark einschließlich eines großen Bereichs des Parkes in der Schönholzer Heide wurde in eine pietätsbefangene Fläche umgewidmet und 6. Städtischer Friedhof Pankow. 
Der Friedhof Schönholz wurde erweitert und als 5. Friedhof (später Friedhof Pankow V) dem Komplex angeschlossen. So entstand eine für Bestattungen freigegebene Gesamtfläche von nahezu 300.000 m² beiderseits der Hermann-Hesse-Straße.
Als der Flächenbedarf nach dem Kriegsende und dem sehr kalten Nachkriegswinter 1945/1946 zurückging, wurde der Volkspark Schönholzer Heide wieder teilweise (1946) und im Jahr 1981 nach der Schließung von Pankow VI für die Nutzung als Park zurückgegeben. Zuletzt hatte der Friedhof VI noch eine Fläche von 38 ha. Bis 2006 bestanden noch Grabstellen; für die zehnjährige Nachruhezeit der bestattungsrelevanten Flächen war dieser Parkteil noch eingezäunt und nicht öffentlich zugänglich. 

Im Flächennutzungsplan 2004 ist der Friedhof VI als Friedhofsfläche verzeichnet mit der Absicht, eine Parkfläche anzulegen.
Der Friedhof III liegt entlang der Grenze zum Bezirk Reinickendorf. Alle Pankower Friedhöfe gehörten zu Ost-Berlin, während der Bezirk Reinickendorf als Teil des französischen Sektors zu West-Berlin gehörte. 
Seit dem 13. August 1961 trennte die Berliner Mauer Ostberlin und Westberlin. Von September 1961 bis zum 11. Dezember 1961 flohen 28 Menschen durch einen Tunnel nach Westberlin. Der östliche Eingang des Tunnels lag hinter einem Grabstein. Er gilt als der erste dokumentierte Fluchttunnel aus der DDR überhaupt.
1961 wurde ein 50 Meter breiter Streifen Friedhofsfläche in die Zone der Berliner Mauer einbezogen. Entlang der Bahnhofstraße (Mauerstreifen, wieder als Straße: ab 1994 Am Bürgerpark) wurde er vormals durch eine repräsentative Einfriedung begrenzt. Der Eingang war im Stile der noch erhaltenen Gebäude (Inspektorenhaus) ansehnlich gestaltet. 
Beim Mauerbau wurde diese Friedhofsmauer entfernt, und es wurden ein Vorzaun und ein beleuchteter Sandstreifen (Kontrollstreifen zur Spurenfeststellung) gebaut. Der gegenüberliegende Nordeingang lag in Niederschönhausen. Seit dem Mauerbau war der Ost-Eingang der Haupteingang.
Da die Liegezeit für Erdstellen 25 Jahre und für Urnenstellen 20 Jahre betrug, waren aktive Grabstellen mit Nachbeisetzungsrecht in den Bereich der Postenzone gelangt. Grenznahe Grabstätten wurden tatsächlich als Ausgangspunkt für Fluchttunnel genutzt. In der Mitte der 1960er Jahre wurden die Grabstätten im grenznahen Randbereich ins Innere der Anlage verlegt. Dadurch sollten den Angehörigen die Grabstellen wieder zugänglich gemacht werden. Der an den Todesstreifen grenzende Haupteingang des Friedhofs war seit dem Mauerbau geschlossen. Nach der Wende wurde er wieder geöffnet. Wegen der Lage des Friedhofes war er in der Zeit der Mauer mehrfach Ausgangspunkt für Versuche, den Ostteil zu verlassen.
Nach dem Abriss der Grenzbefestigungen 1990 wurde wieder das Friedhofsgelände eingerichtet. Seither verläuft die aktive Bestattungsfläche entlang dem jetzigen Weg am Zaun. Der Randstreifen zur Straße bleibt eine (pietätfreie) Grünfläche. Die Rasenfläche mit der Baumreihe japanischer Kirschen beiderseits des Zaunes markiert das vormalige Grenzgelände. Die Rasenflächen an der Straße vor dem Zaun blieben über 40 Jahre unbestattet. Die in die Grenzanlagen einbezogenen Bestattungsflächen waren beim Mauerbau entwidmet worden. Dieser Bereich ist „nicht pietätsbefangen“. Die vormalige Bestattungsfläche liegt innerhalb des Zaunes und gehört daher zur gewidmeten „pietätsbefangenen“ Friedhofsfläche.
Der landeseigene Friedhof Pankow III ist Ersatzfläche für die „geschlossenen Friedhöfe“ Pankow I, Pankow II und Pankow V. Das heißt, dass bei vorliegendem Wunsch von Angehörigen die Nachfolge von dortigen Grabflächen in Pankow III ausgeführt wird, die gegebenenfalls mit einer Umbettung verbunden ist.
In der zweiten Hälfte des 19. Jahrhunderts wuchs der Bedarf an Bestattungsflächen durch die zunehmende Bevölkerungszahl. Die Gemeinden Pankow und Niederschönhausen bekamen Zuwachs durch die Nähe zur preußischen Hauptstadt und insbesondere nach der Reichsgründung durch die neue Rolle Berlins. Seit Ende des 20. Jahrhunderts ist der Bedarf an Begräbnisflächen gesunken, weil mehr Menschen eine Feuerbestattung wählen. Durch die wachsende Anzahl an anonymen Bestattungen geht der Flächenbedarf für Friedhöfe in Berlin und auch im Bezirk Pankow zurück. Für Pankow folgten nach der „nachkriegsbedingten“ Schließung des Friedhofes Ⅵ und der „mauerbedingten“ Schließung von Friedhof Ⅷ auch Friedhof I (1974), Friedhof II (2004) und Friedhof V (2007). 
Im Mai 2008 wurden entlang der Leonhard-Frank-Straße pietätsbefangene Flächen als Friedhofsfläche für Neubeisetzungen geschlossen. Für diese gilt die Ruhefrist bis zum Ruheende aller Grabstellen und nachfolgend eine Sperrzeit von 10 Jahren. Insgesamt sind so seit Mai 2008 2,68 ha aktiver Friedhofsfläche geschlossen worden. Sie sollen laut Flächennutzungsplan als Rasenfläche genutzt werden.
Im nördlichen Teil des Friedhofs gibt es Grabanlagen von Opfern von Krieg und Gewaltherrschaft des Zweiten Weltkrieges. Im Jahr 1978 wurde eine Gräberanlage für Verfolgte des Naziregimes angelegt und dort 1982 eine Stele mit Bronzefiguren des Bildhauers Gerhard Thieme errichtet. 2025 wurde eine Gedenk- und Informationstafel eingeweiht.

## Umliegende landeseigene Pankower Friedhöfe
Die Bestattungsgewohnheiten bedingten die Schließung der älteren Friedhöfe, und Friedhof Ⅲ ist die vorgesehene Ersatzfläche, für den keine Flächenvergrößerung nötig ist, dieser Waldfriedhof bietet die Möglichkeit die pietätsrelevante Fläche zu verdichten und sie intensiver zu nutzen. Durch geänderte Vergaberichtlinien (Wahlgrab statt Festlegung durch die Verwaltung, geänderte Richtgrößen für Grabstellen) ist die Umgestaltung einzelner Friedhofsteile nach modernen Gestaltungsgrundsätzen notwendig, sodass rollend bestimmte Bereiche bis zum Ruheende des letzten Grabes nicht neu vergeben werden.

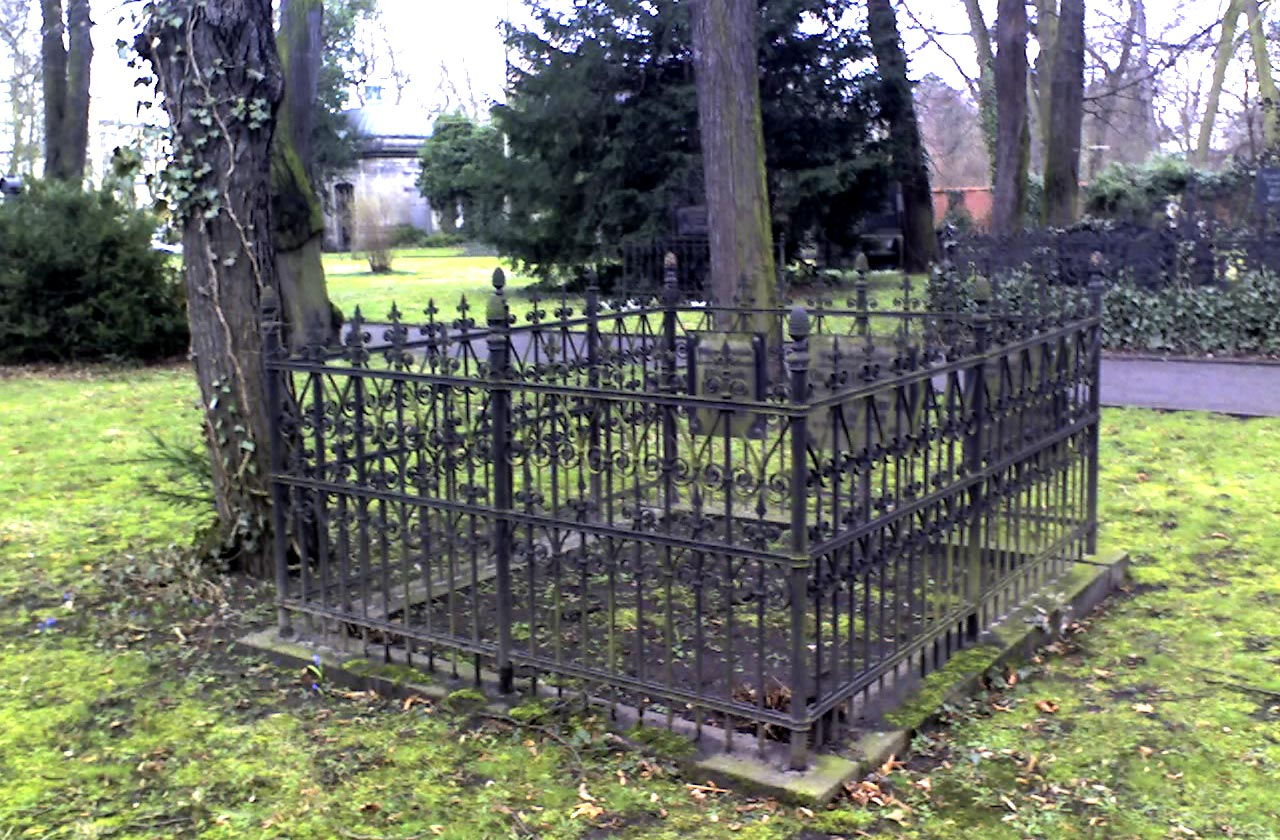
Gitterstelle auf Pankow I

### Friedhof Pankow I
Der Friedhof Pankow I war der erste kommunale Friedhof Pankows, er wurde 1841 eröffnet und 1971 geschlossen.

### Friedhof Pankow II
Der Friedhof Pankow II an der Gaillardstraße wurde 1872 eingerichtet und am 1. Januar 2004 geschlossen. Die hier liegenden Grabstätten haben seither noch ein Nachbeisetzungsrecht. Damit könnte er theoretisch wegen der Liegezeit und der Entwidmungsdauer bis 2060 aktive pietätbelastete Begräbnisfläche sein. Allerdings wird für aktive Stellen vom Friedhofsamt eine Umsetzung auf Pankow III angestrebt, weshalb keine Bestattungen mehr stattfinden.

### Friedhof Pankow V
Der Friedhof Schönholz besteht in seinem ältesten Teil – unmittelbar entlang der Straße – aus dem „Kolonistenfriedhof Schönholz“ der Anfangsbesiedlung. Der Friedhof liegt rechter Hand am Beginn der Germanenstraße in Richtung Wilhelmsruh. Eine wesentliche Erweiterung als „5. Städtischer Friedhof“ in Pankow erfolgte wegen der Zunahme der Anzahl an Toten im Zweiten Weltkrieg. Am 31. Juli 2007 wurde der Friedhof geschlossen, weshalb keine weiteren Bestattungen stattfinden. Die Nutzungsrechte bleiben noch 20 Jahre nach der Bestattung bestehen, somit ist 2027 die Pietätbelastung beendet.

### Landeseigene Friedhöfe in Pankow
Stillgelegt wurden die folgenden Friedhöfe: 
- Pankow VI: nach Ablauf der Ruhefrist von Kriegstoten
- Pankow VIII: wurde stillgelegt, da er am Ortsrand von Blankenfelde an der Berliner Mauer lag
- Friedhof XI in Buch (Kolonie Buch) wurde zu Gunsten von Friedhof XII aufgegeben[17]

Insgesamt unterstehen dem Bezirksamt Pankow 12 aktive Friedhöfe des Landes Berlin, zu den weiteren aktiven Friedhöfe bestehen die eigenen Artikel.
- Friedhof III[19]
- Friedhof IV (Niederschönhausen[20])
- Friedhof VII (Rosenthal[21])
- Friedhof IX (Französisch-Buchholz[22])
- Friedhof X (Blankenburg[23])
- Friedhof XII (Buch[24])
- Friedhof XIV (Heinersdorf[25])
- Friedhof XV (Weißensee[26])

## Ehrenhain für Opfer von Krieg und Gewaltherrschaft

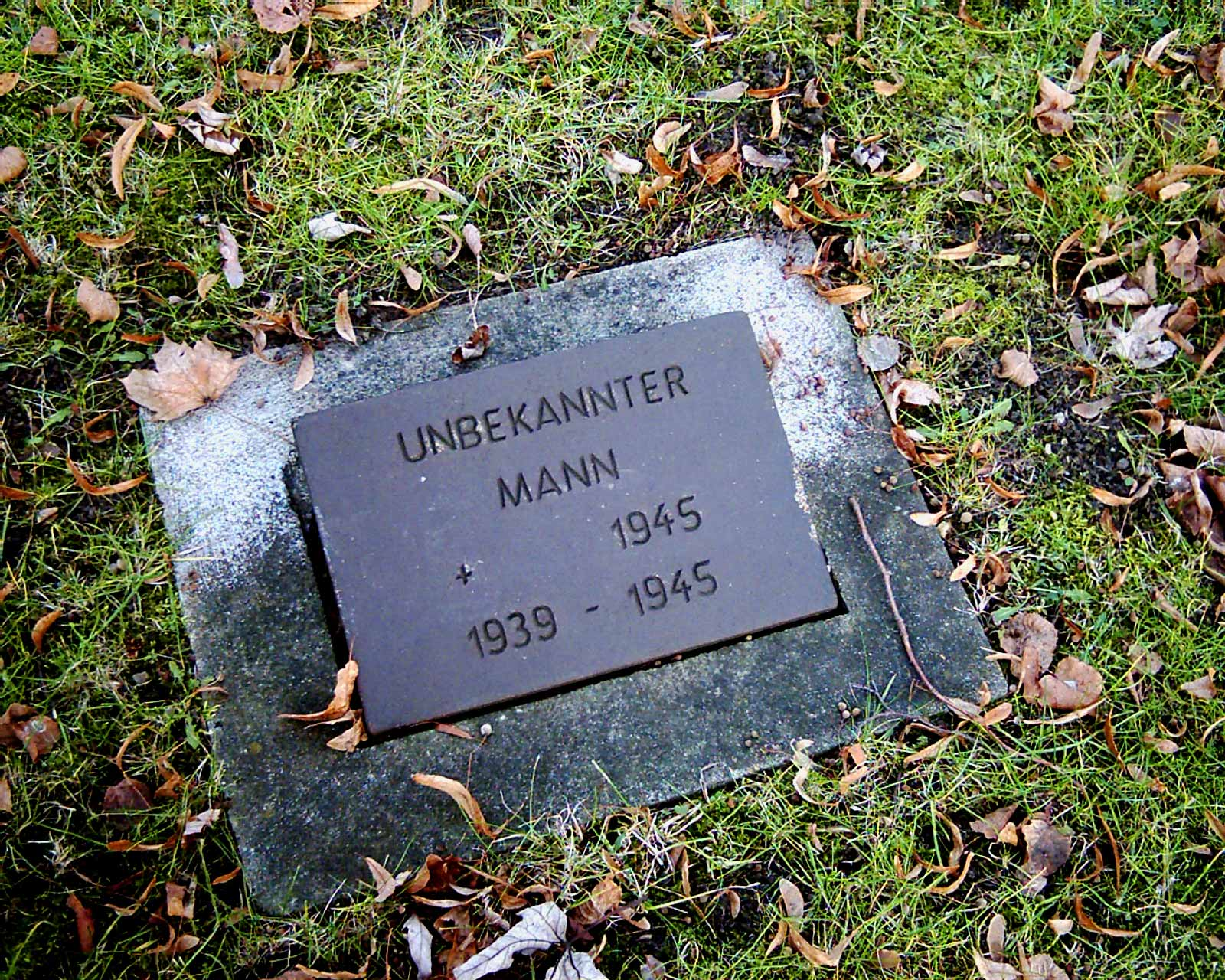
Denkstein für Kriegsopfer

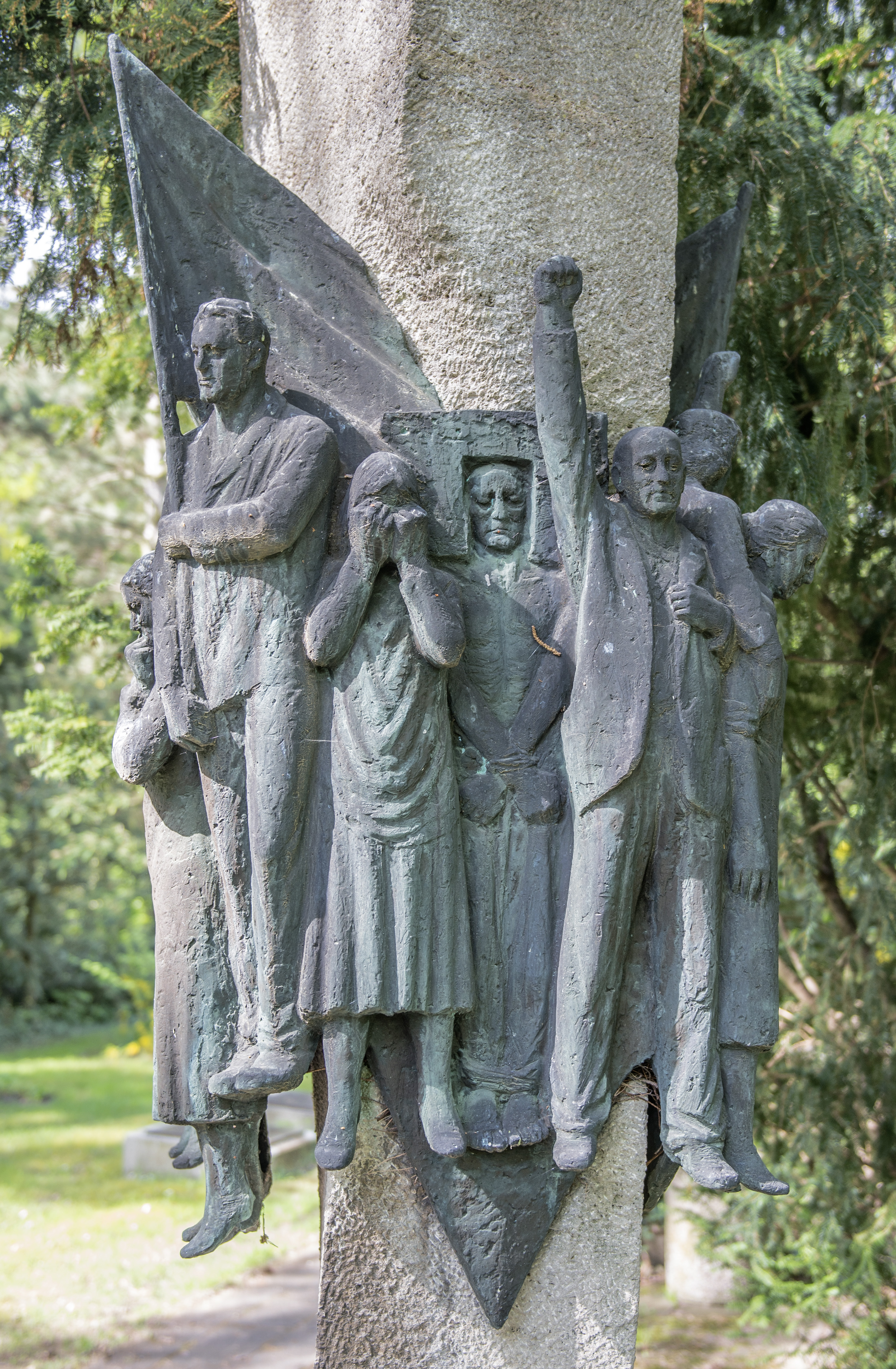
Stele zum Gedenken an die Opfer des Krieges und der Kämpfer gegen den Krieg

### Pankow III
Im hinteren Teil des Geländes parallel zur Leonhard-Frank-Straße befindet sich die Grabanlage der Opfer von Krieg und Gewaltherrschaft des Zweiten Weltkrieges. Es sind insgesamt 1374 Einzelgräber in diesem Ehrenhain angelegt. Auf der Fläche dieser Kriegsgräberstätte sind auf mehreren Bronzeplatten alle Namen (sowie Geburts- und Sterbedatum) der Bestatteten erhaben eingegossen.
Nordöstlich, nahe der Friedhofsgrenze am Heinrich-Mann-Platz, schließt sich an die Ehrenhaine für Kriegsopfer eine Anlage mit Einzelgräbern für „Opfer des Faschismus“ (Verfolgte des Naziregimes, VdN). Der Status wurde 1990 durch das gemeinsame Berliner Friedhofsrecht geändert. Angelegt wurde diese einheitliche Grabanlage in den 1960er Jahren und ist durch die Pflicht zu einheitlichen Denksteinen charakterisiert. Es wurde ursprünglich die Möglichkeit geschaffen, dass in einem gemeinsamen Friedhofsteil anerkannte Verfolgte des Nationalsozialismus in ihren familienbezogenen Grabstätten, dennoch ihres gemeinsamen Kampfzieles verbunden sind. Der Sonderstatus ist aus DDR-Zeit nicht passend definiert gewesen, so entstand kein Ehrenhain für Kämpfer gegen den Faschismus wie in anderen Friedhöfen Berlins. Über die aktuelle Situation bestehen widersprüchliche Ansichten. Die nach der Wende geänderte Berliner Gesetzgebung fußte auf dem Friedhofsgesetz des Landes Berlin. Der Nutzungsstatus der Gräberfelder in den Ostbezirken blieb ungeklärt. Somit wurde diese Anlage als Fläche mit vorgeschriebenen Denkmalen genutzt, der Sonderstatus ist geändert und die zugehörige Bestattungsordnung ist strittig geworden.

### Friedhof Pankow VI
Jenseits der Hermann-Hesse-Straße, östlich der Schießanlage Schönholz befindet sich das Gelände des geschlossenen und in Kürze entwidmeten Friedhofs Pankow VI (Park- und Waldfriedhof Schönholz). Im nördlichen Bereich des vormaligen Friedhofs rund 400 m von der Hermann-Hesse-Straße besteht ebenfalls ein Kriegsgräberhain. Die umzäunte Stätte mit 348 Einzelgräbern in elf Reihen für Opfer von Krieg und Gewaltherrschaft ist nach 1991 unter landschaftsarchitektonischen Aspekten neu gestaltet worden, da trotz der Schließung des Friedhofs 1981 diese Grabstätten bundeseinheitlich ein Dauerruherecht besitzen und dem Schutz des Landes Berlin unterstehen. Im schattigen Park gelegen sind die Reihen von nunmehr symbolischen Grabstätten durch Efeu begrünt. Auf den schräg gestellten Majolikaplatten, jede in einen individuellen Betonsteinring eingelassen, sind (soweit zum Kriegsende bekannt) Namen und Lebensdaten der Bestatteten von 1945 eingelassen. Unter diesen geehrten Kriegsopfern befinden sich Grabstätten von etwa 100 Frauen und Männern, die bei Bombenangriffen während der Zwangsarbeit in Berlin den Tod fanden.

### Friedhof Pankow VIII
Bestandteil des Hains für Kriegsopfer auf Friedhof III wurden ebenfalls die 46 Kriegsgräber vom landeseigenen Friedhof Pankow VIII (13159, Bahnhofstraße 16). Dieser Friedhof (vormals Friedhof Blankenfelde) lag nahe der Bezirksgrenze zum Reinickendorfer Ortsteil Lübars und war nördlich der Rieselfelderflächen ab 1961 im Bereich des Baues der Berliner Mauer, auch deshalb und wegen der fehlenden Nutzung wurde er 1974 stillgelegt. Mit der Wende war die Fläche zwar wieder als Begräbnisfläche verfügbar und die Ruhezeit noch nicht erreicht, aber die Schließung ist nach Berliner Landesgesetz verbindlich geblieben. Allerdings haben die Kriegsgräber auf dem Friedhofsgelände ein Dauerruherecht nach Bundesgesetz. Bei der Neuorganisation zu Anfang der 1990er Jahre wurde die Ehrung der 46 Kriegsopfer durch eine Bronzeplatte auf Friedhof VIII markiert. Wegen Vandalismus auf dem vom Ortskern Blankenfeldes abgelegenen Gelände wurde die Kriegsgräberstätte in den Ehrenhain auf Friedhof Pankow III eingegliedert. Dabei wurden die Überreste aus den Grabstellen in Gebeinkisten in diesem Ehrenhain beigesetzt. Auf der bronzenen Namensplatte sind Namen und Lebensdaten der Kriegsopfer erhaben eingegossen.

### Sowjetischer Soldatenfriedhof Ehrenhain Schönholzer Heide
Das sowjetische Ehrenmal in der Schönholzer Heide liegt im Bezirk Pankow. Der Soldatenfriedhof besitzt nach Bundesgesetz Dauernutzungsrecht und wird als Kriegsgräberstätte vom Land Berlin unterhalten; dieses hat den Volksbund Deutsche Kriegsgräberfürsorge mit der Pflege beauftragt. Die Gedenkstätte umfasst 13.200 Einzelgrabstätten für gefallene und verstorbene Soldaten der Roten Armee, die in den Jahren 1945 und 1946 beigesetzt wurden. In der Endphase (Schlacht um Berlin) im März/April 1945 waren etwa 80.000 sowjetische Soldaten gefallen. Gefallene deutsche Soldaten wurden neben anderen Kriegsopfern im Friedhof Ⅵ bestattet.

## Grabstätten bekannter Persönlichkeiten

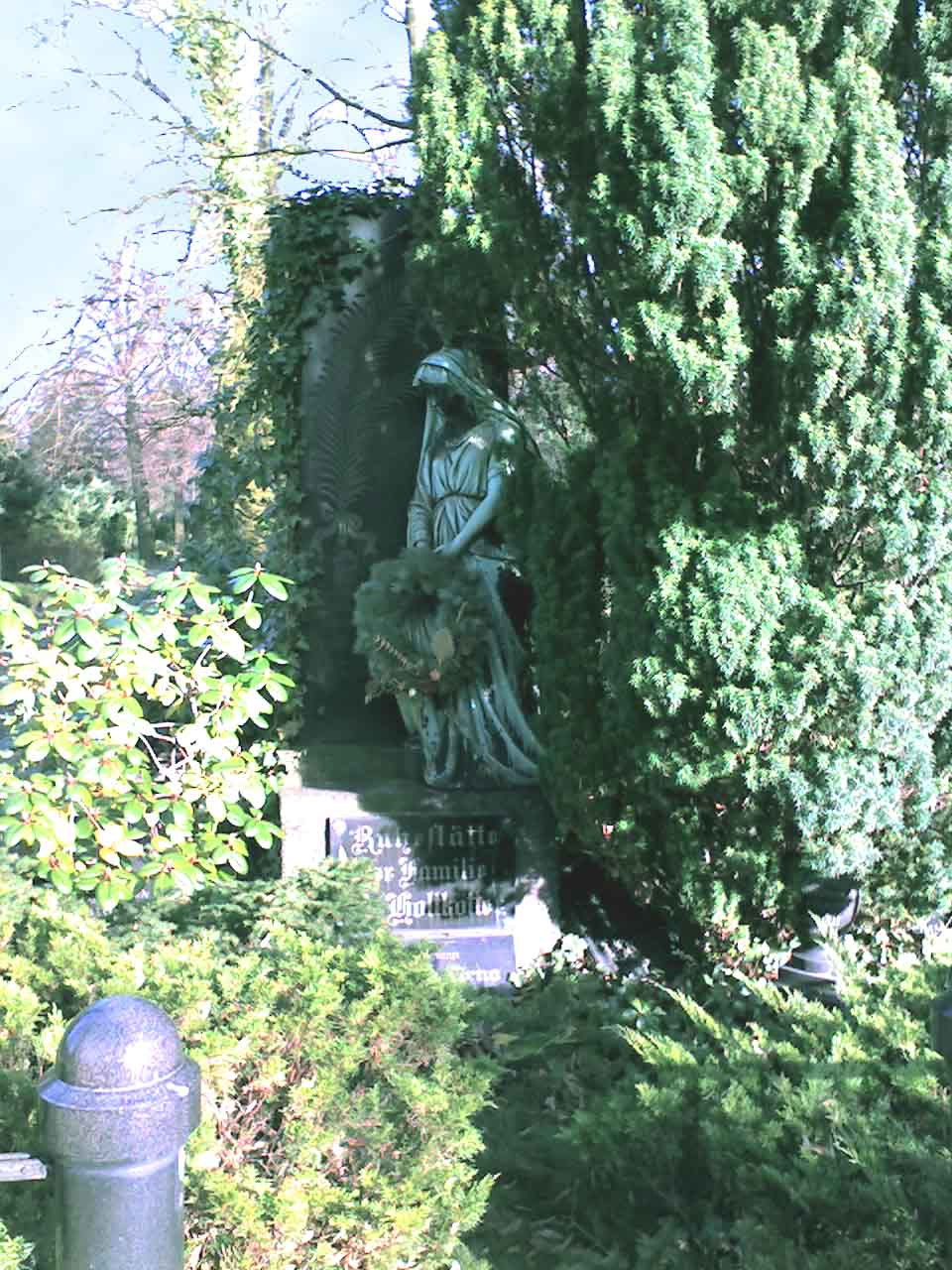
Ältestes hiesiges Grabmal

Auf dem Friedhof Pankow III gibt es gegenwärtig (Stand: November 2018) sechs Ehrengräber des Landes Berlin. Der Schauspieler Ernst Busch, der von 1966 bis zu seinem Tod in der Leonhard-Frank-Straße 11 nur wenige Meter vom Friedhofseingang sein Haus hatte, sei besonders angemerkt. Das Grab von Hans Fallada wurde nach Carwitz umgebettet. Anzumerken ist eine schlichte Grabanlage für die verstorbenen Brüder des Franziskaner-Klosters. Dieses befindet sich an der Wollankstraße. Diese gepflegte Gemeinschaftsanlage liegt in der Abteilung 8, unweit der Feierhalle.
Die kulturhistorischen Grabstätten des Vorsitzenden der Deutschen Gartenbaugesellschaft Paul Braun (1865–1923), von Pastor Friedrich Zillessen, Gründer des Verlages Zillessen Berlin (1832–1915), die Juhl’sche Erbbegräbnisstätte von Paul Juhl (1848–1919) oder Grabstätte des Königlichen Musikdirektors Ernst Zander (1873–1939) existieren nicht mehr. Die älteste noch erhaltene Grabstätte ist das Familienwahlgrab Holtkötter an der Hauptallee Holtkötters Mutter fand im Mai 1906 auf dem neuen Friedhof eine Doppel-Grabstätte für 787,50 Mark, der Stein nennt die „liebe Mutter, Großmutter und Urgroßmutter“. Der Sattlermeister und Gemeindevertreter Richard Holtkötter (1855–1916) und sein Sohn Bruno Holtkötter (1882–1915) fanden ebenfalls hier ihre Grabstätte. Die Hauptallee liegt im alten Friedhofsteil zwischen Bushaltestelle Hermann-Hesse-Straße und Feierhalle.
Die Grabstätten von Max Butting, Hans Litten, Paul Nipkow, Reinhold Burger, sowie Max Lingner und Anton Saefkow wurden 2000 als Baudenkmal in die Denkmalliste von Pankow eingetragen, nachdem sie bereits seit 1978 laut Pankower Ratsbeschluss einen Denkmalstatus hatten.
- Linda Ansorg (1912–2012), DDR-Juristin
- Reinhold Ansorg (1890–1985), Bildhauer
- Theo Balden (1904–1995), Bildhauer (Feld 36-7)
- Horst Bartel (1928–1984), Historiker und Hochschullehrer (Feld 36-7)[43]
- Hans-Joachim Bautsch (1929–2005), Mineralog und Hochschullehrer (Feld 33U-549)[43]
- Götz Berger (1905–1996), Jurist (Feld 36U-328)[43]
- Alfred Borchert (1886–1976), Veterinär, Parasitologe und Hochschullehrer (Abteilung 10U)[43]
- Reiner Bredemeyer (1929–1995), Komponist (Feld 36-20)
- Max Buldermann (1868–1930), Vorsitzender der Internationalen Artisten-Loge (Feld 23I R2-25, Ehrengrab von 1994 bis 2015)
- Reinhold Burger (1866–1954), Erfinder der Thermosflasche (Feld 19-40)[44]
- Heinrich Burkhardt (1904–1985), Maler[45]
- Friedrich Burmeister (1888–1968), Politiker[46]
- Ernst Busch (1900–1980), Sänger und Schauspieler (Feld 36-28/29, Ehrengrab seit 1999[33])
- Max Butting (1888–1976), Komponist (Abteilung UWG)[47]
- Jochen Cerny (1934–2018), Historiker[48]
- Carl Coutelle (1908–1993), Arzt und Hochschullehrer (Feld 36U-327)[43]
- Fritz Cremer (1906–1993), Bildhauer (Feld 36-3, Ehrengrab seit 1995[33])
- Fritz Dähn (1908–1980), Maler (Feld 36-27)
- Günther Deicke (1922–2006), Lyriker und Publizist (Feld 36-28)
- Helmut Dietrich (1922–1986), Bankier, Politiker und Hochschullehrer (Feld UWG)[43]
- Rudolf Dörrier (1899–2002), Pankower Chronist (Feld 36U-330)[49]
- Heinrich Drake (1903–1994), Bildhauer (Feld 36-4)
- Adolf Endler (1930–2009), Schriftsteller[50]
- Hans Fallada (1893–1947), Schriftsteller (1981 nach Carwitz umgebettet)
- Manfred Feist (1930–2012), DDR-Politiker, Bruder von Margot Honecker
- Willi Felix (1892–1962), Chirurg
- Hans Heinrich Franck (1888–1961), Chemiker (2005 auf den Alten Friedhof Wannsee umgebettet)
- Heinz Fricke (1927–2015), Dirigent (Feld 1-140)
- Otto Hartmut Fuchs (1919–1987), Präsidiumsvorsitzender (Feld UI-21)
- Heinrich Gemkow (1928–2017), Historiker[51]
- Willi Göber (1899–1961), Bibliothekswissenschaftler und Hochschullehrer (Feld UWG)[43]
- Walter Gorrish (Kaiser) (1909–1981), Schriftsteller (Feld 27II-Teil8-17)
- Heinz Graffunder (1926–1994), Architekt (Feld 1-39)
- Uwe Greßmann (1933–1969), Schriftsteller
- Paul Grimm (1907–1993), Prähistoriker, Archäologe und Hochschullehrer (Feld 28)[43]
- Ruthild Hahne (1910–2001), Bildhauerin (Feld 36U-379)
- Rolf Haufs (1935–2013), Schriftsteller[52]
- Oskar Hauser (1920–2005), Prorektor Humboldt-Universität (Feld 36U-142)[53]
- Wilhelm Hauser (1883–1983), Pädagoge und Hochschullehrer (Feld 36U-142)[43]
- Heinz Heitzer (1928–1993), Historiker und Hochschullehrer (Feld 10U)[43]
- Ernst Hoffmann (1912–2003), Historiker und Hochschullehrer (Feld 36U-320)[43]
- Heinrich Heinz Höhne (1892–1968), Komponist und Apotheker (Abteilung 14b1-R7-11)[54] (Feld UI-56)
- Kurt Jung-Alsen (1915–1976), Schauspieler, Regisseur (Feld 14b-R13)[43]
- Heinz Kamnitzer (1917–2001), Historiker, Literaturwissenschaftler und Hochschullehrer (Feld 36U-413)[43]
- Henryk Keisch (1913–1986), Schriftsteller (Feld 1-56)
- Willy Kölling (Collins-Malmström[55]) (1873–1954), Artist (Feld 23I-R2-67)
- Erhard Krack (1931–2000), DDR-Politiker (Feld 33U-354)
- Paul Kuhfuss (1883–1960), Kunstmaler (Feld 27FR-R2-21)
- Friedrich Kühne (1870–1958), Schauspieler[56]
- Will Lammert (1892–1957), Bildhauer (Feld 36-6)
- Alfred Lemmnitz (1905–1994), DDR-Politiker (Feld 36U-386)
- Kurt Liebknecht (1905–1994), Architekt und Hochschullehrer (Feld UWG-15)[43]
- Max Lingner (1888–1959), Maler (Feld UWG-30, Ehrengrab seit 1997[33])
- Stefan Lisewski (1933–2016), Schauspieler
- Hans Litten (1903–1938), Jurist und Widerstandskämpfer (Feld UWB-349)[57]
- Carl Lubig (1851–1924), Baumeister (Feld VIII/I-19)[Anm 1]
- Fritz Lützenberg (1901–1974), Veterinär und Hochschullehrer (Feld 39U-50)[43]
- Hans Marquard (1920–2004), Verleger, Grab wurde 2020 von Vilmitz nach Berlin verlegt[58]
- Inge Müller (1925–1966), Schriftstellerin (Abteilung 36-9)
- Arnold Munter (1912–2001), Autor und Politiker (Feld 36U-401)[43]
- Oskar Nerlinger (1893–1969), Maler und Grafiker (Abteilung 14A R21-16)
- Paul Nipkow (1860–1940), Erfinder (Abteilung 11U-39, Ehrengrab seit 2016[33])[59]
- Friedel Nowack (1901–1988), Schauspielerin (Feld 36U)[43]
- Heinz Florian Oertel (1927–2023), Sportreporter (Feld 36U)[60]
- Hans Pitra (1915–1977), Intendant des Metropol-Theaters (Abteilung 34U-8)[61]
- Ingeborg Rapoport (1912–2017), Kinderärztin, Neonatologin und Hochschullehrerin[43]
- Samuel Mitja Rapoport (1912–2004), Biochemiker (Abteilung 36U-406)
- Hugo Reinhart (1884–1952), Chefredakteur[62]
- Helene Roggenbuck (1914–1995), Historikerin und Hochschullehrerin (Feld 36U-391)[43]
- Paul Rosié (1910–1984), Grafiker (Abteilung Hauptallee-11)
- Rudolf Rost (1921–1981), Politiker (Feld 36U)[43]
- Karl-Heinz Rotte (1933–2021), Radiologe
- Anton Saefkow (1903–1944), Widerstandskämpfer (Abteilung UWB-328, Ehrengrab seit 1999[33])[63]
- Kurt Sanderling (1912–2011), Dirigent (Feld 40-24/25)[43]
- Gerhard Scholz (1903–1989), Philologe, Germanist und Hochschullehrer (Feld 36U)[43]
- Jörg Schröder (1938–2020), Verleger, Schriftsteller und Buchgestalter
- Paul Schultz-Liebisch (1905–1996), Maler und Grafiker (Abteilung 30 153)
- Werner Schulz-Wittan (1907–1969), Schauspieler (Feld 28 II-4-43)[43]
- Reinhold Schwarz (1888–1952), Politiker[64]
- Hans Joachim Serfling (1913–2004), Chirurg und Hochschullehrer (Feld 34)[43]
- Osmar Spitzner (1924–1969), Jurist, Politiker und Hochschullehrer (Feld UWG)[43]
- Jeanne Stern (1908–1998), Schriftstellerin, Übersetzerin und Drehbuchautorin (Feld 34U-6)[43]
- Kurt Stern (1907–1989), Journalist, Schriftsteller und Drehbuchautor (Feld 34U-6)[43]
- Johannes Stroux (1886–1954), Philologe (Feld 39-I R.6-14/15, Ehrengrab seit 1994[33])
- Joachim Tenschert (1928–1992), Regisseur und Dramaturg (Feld 31U-137)[43]
- Martin Trettau (1930–2007), Schauspieler (Feld 33U-644)[43]
- Axel Triebel (1899–1976), Schauspieler (Abteilung Hauptallee-109/110)
- Rudolf Ulrich (1922–1997), Schauspieler (Abteilung 1-263)
- Paul Wandel (1905–1995), DDR-Politiker (Abteilung 36U-389)
- Klaus Wittkugel (1910–1985), Gebrauchsgraphiker (Abteilung 36U-222), nach Schöneiche umgebettet.
- Hanna Wolf (1908–1999), DDR-Politikerin (Abteilung 36U-392)
- Marianne Wünscher (1930–1990), Schauspielerin (Abteilung 39-35)
- Ernst Zander (1873–1939), Kgl. Musikdirektor, Gründer des Berliner Oratorien-Chors,[43] Grabstein nach Friedhof Pankow I umgesetzt.[65]
- Gerhard Zimmermann (1927–1989), Politiker (Feld 36U)[43]

### Gedenksteine der Ehrengräber

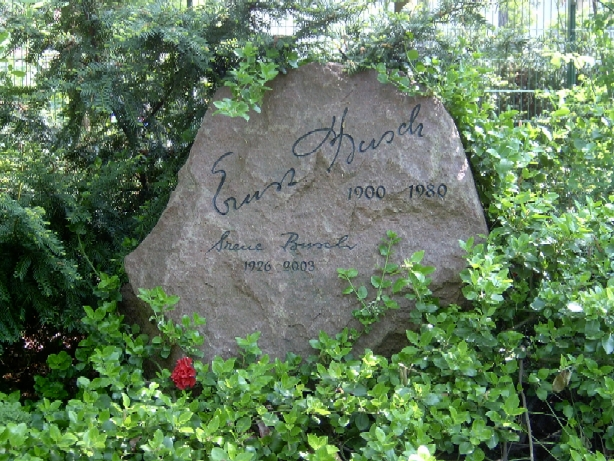
Ehrengrab Ernst Busch
Denkstein Max Berol-Konorah (Buldermann) Ehrengrab bis 2015
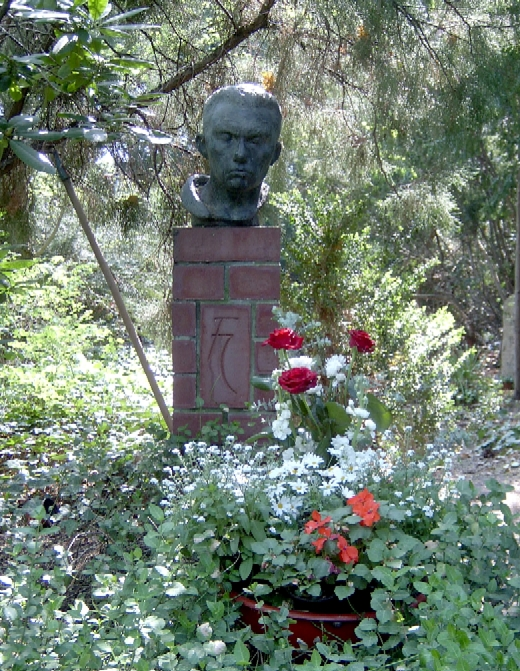
Ehrengrab Fritz Cremer
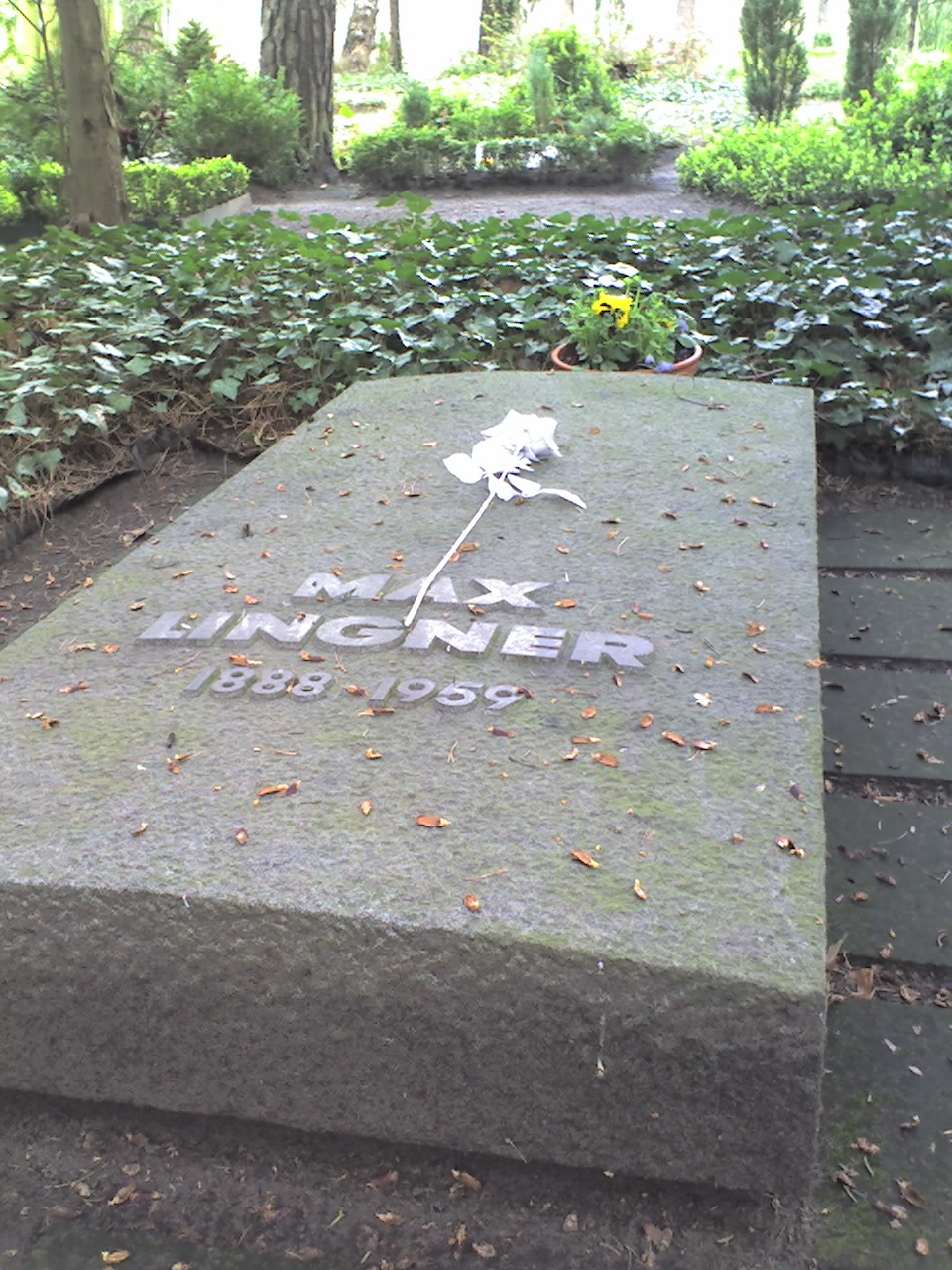
Ehrengrab Max Lingner
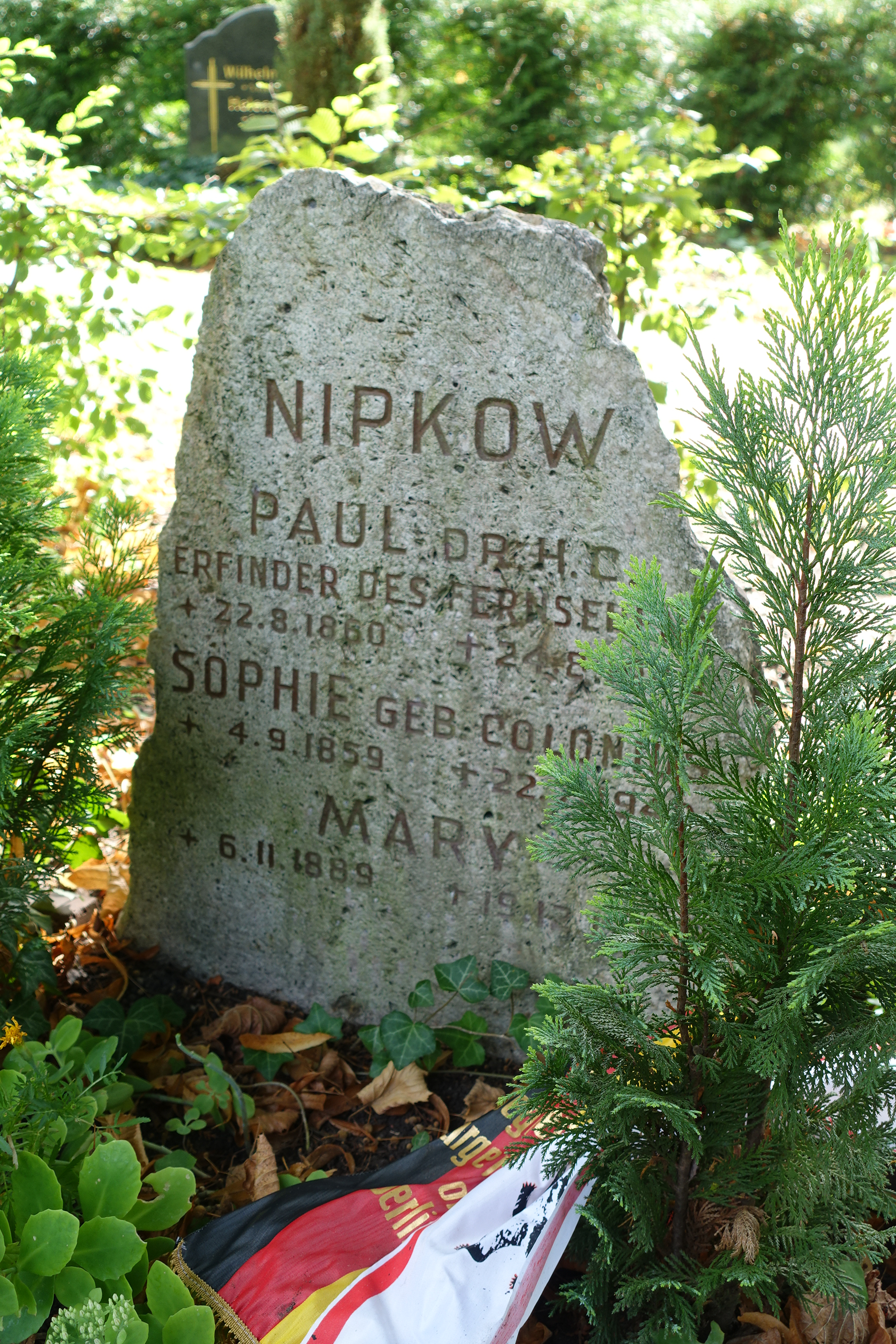
Ehrengrab Paul Nipkow
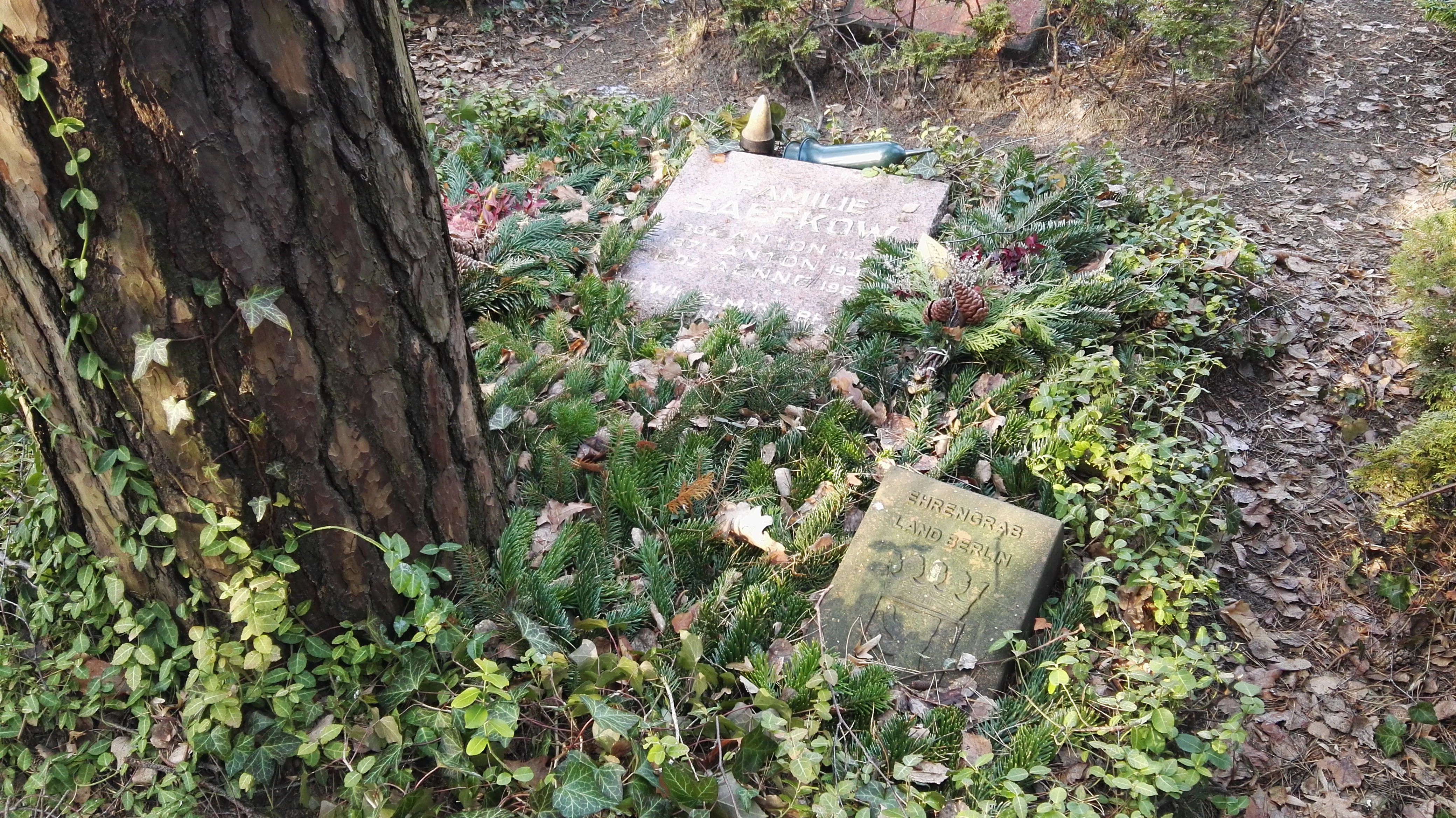
Ehrengrab Anton Saefkow
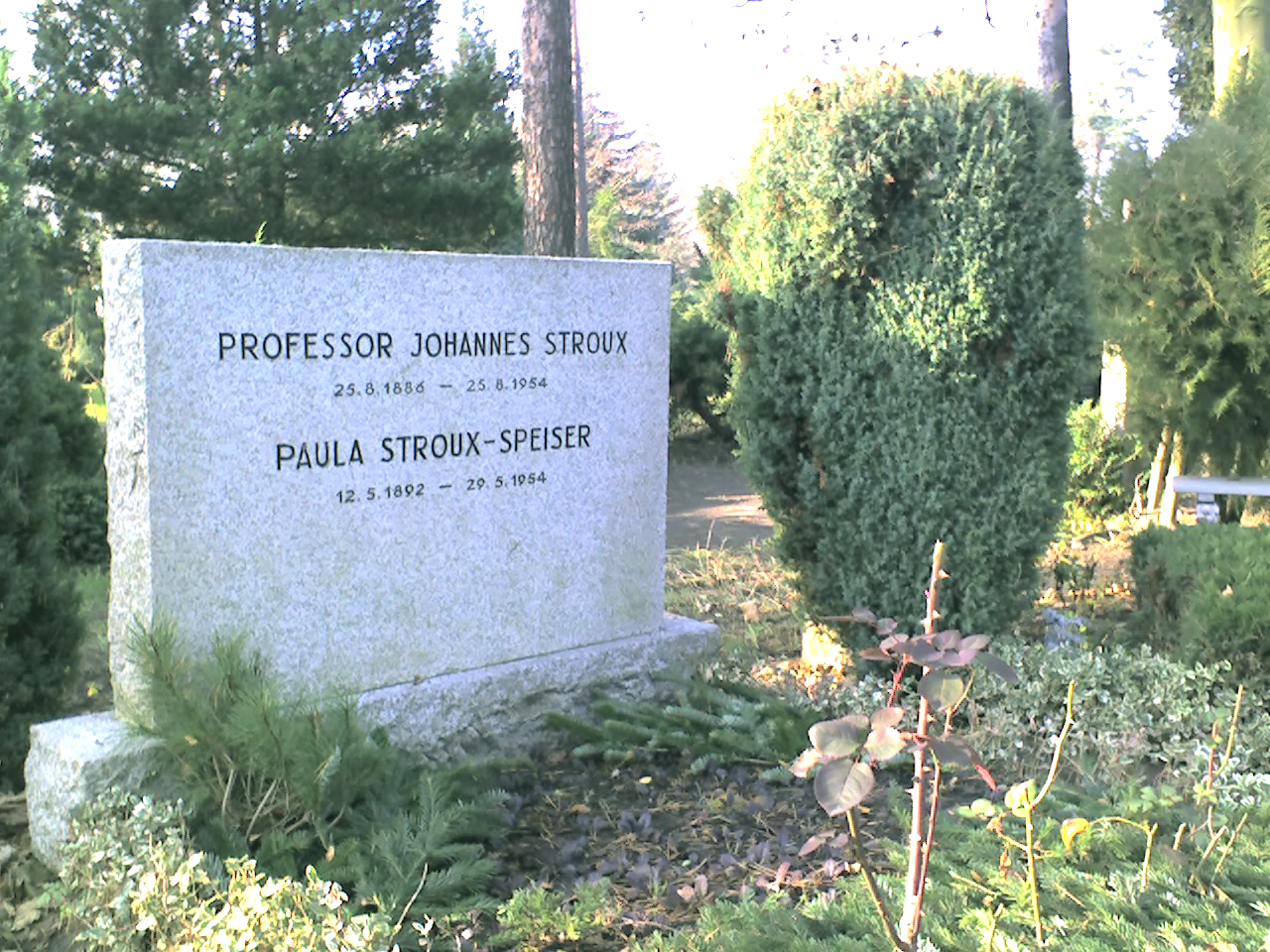
Ehrengrab Johannes Stroux
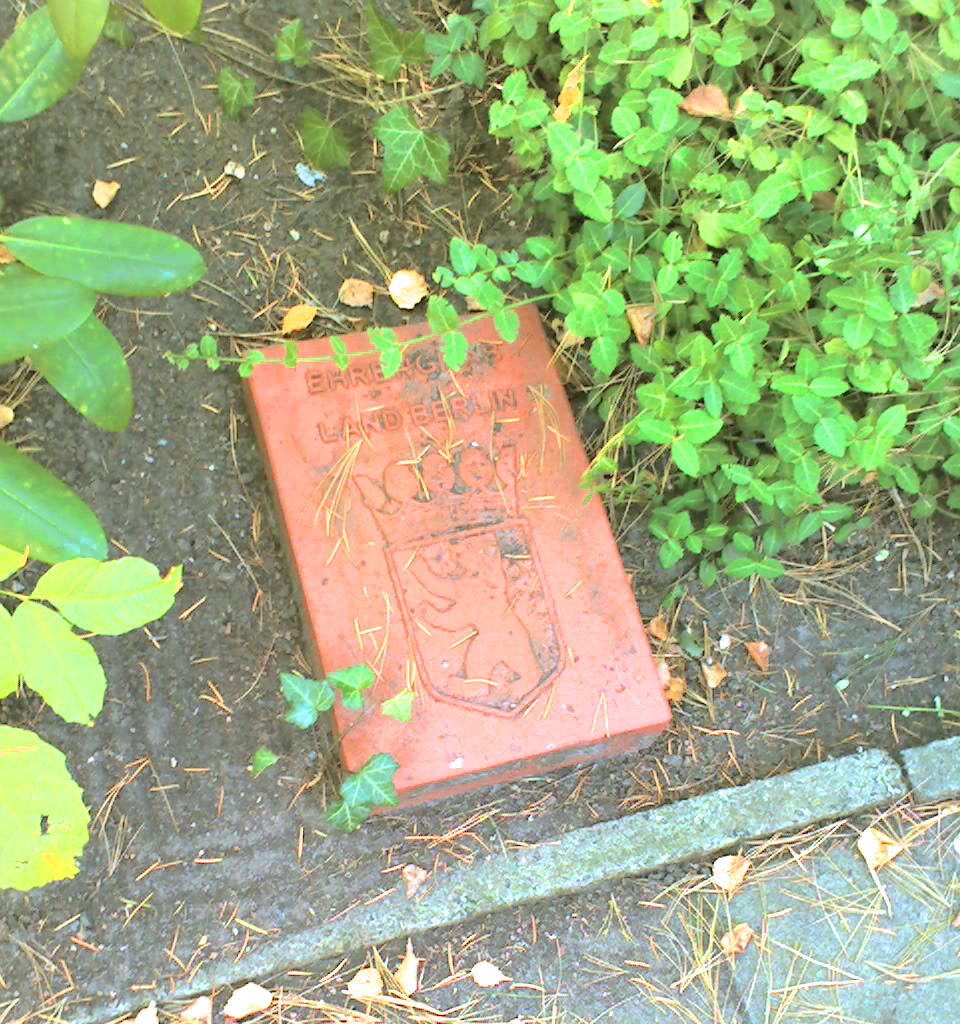
Markierungsziegel für Ehrengräber
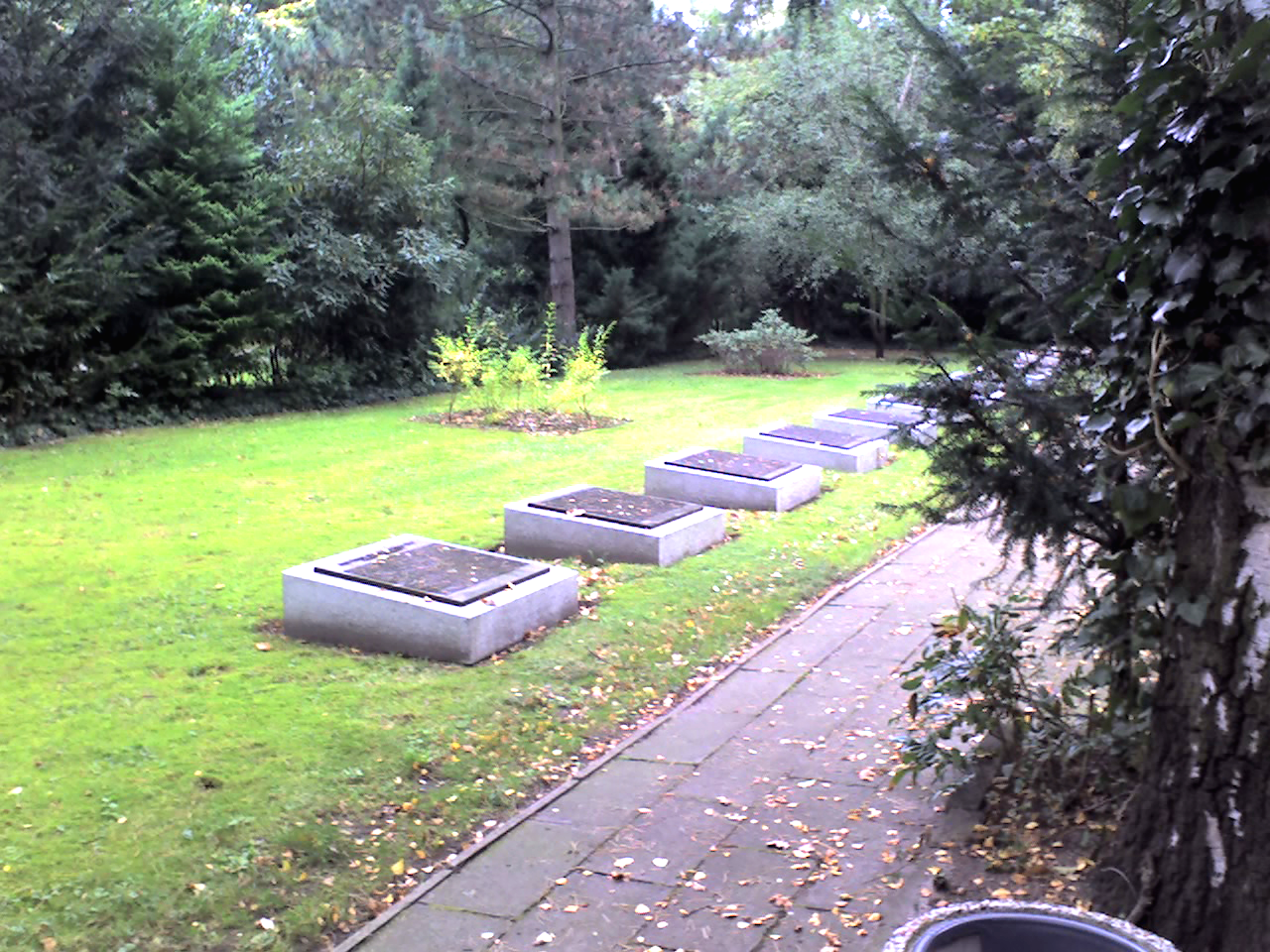
Kriegsgräberanlage

### Grabsteine bekannter Personen

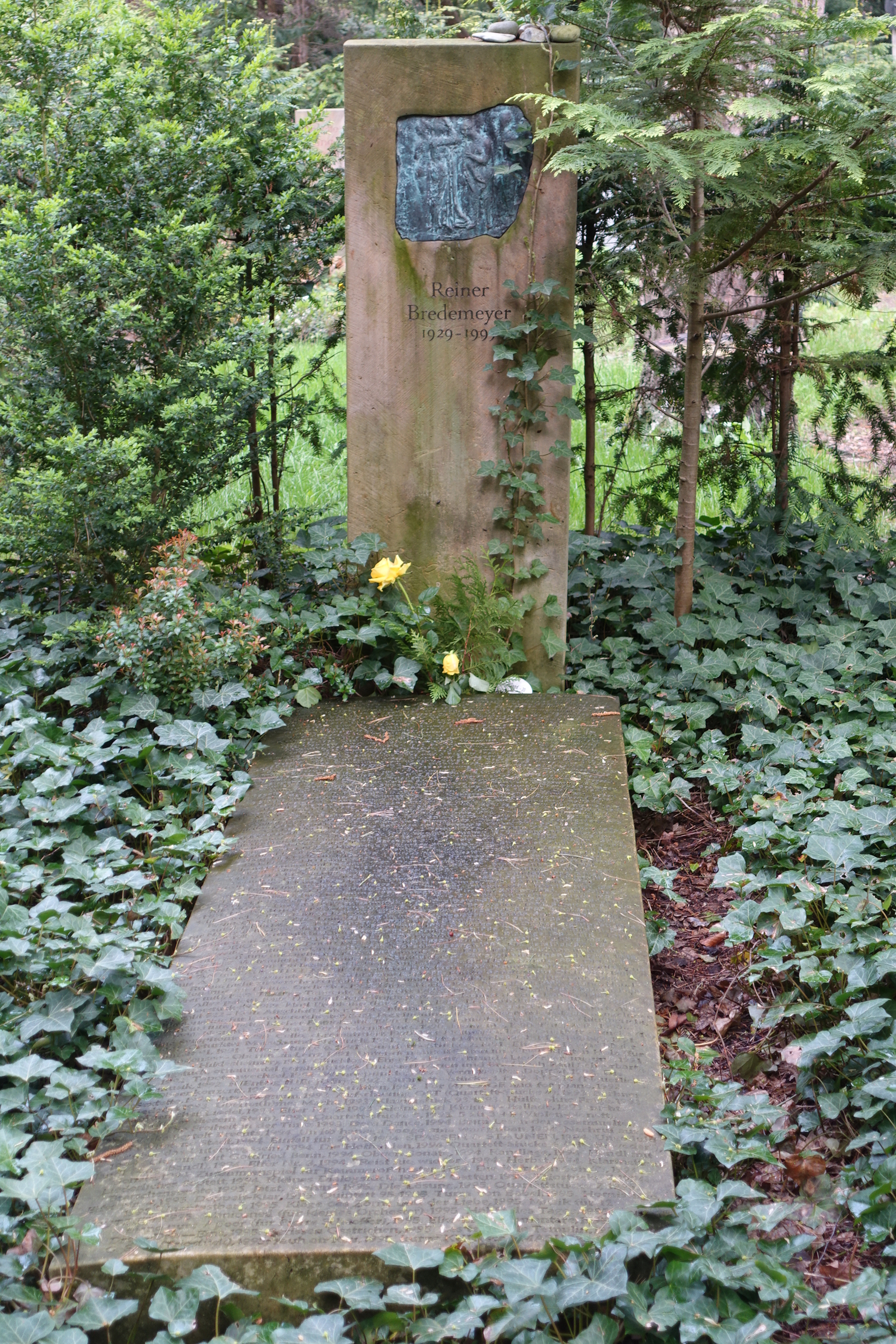
Reiner Bredemeyer
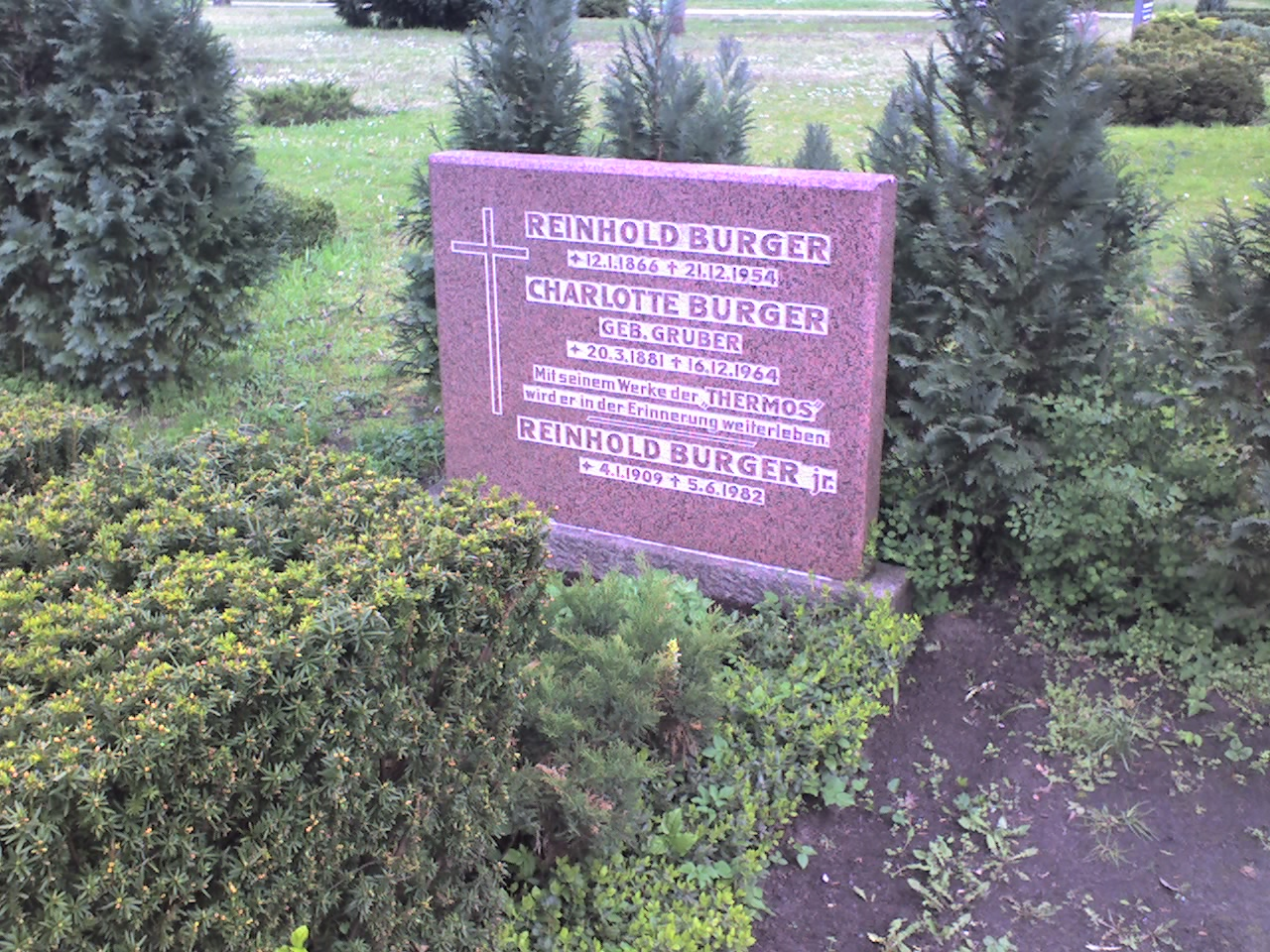
Reinhold Burger
Max Butting[68]
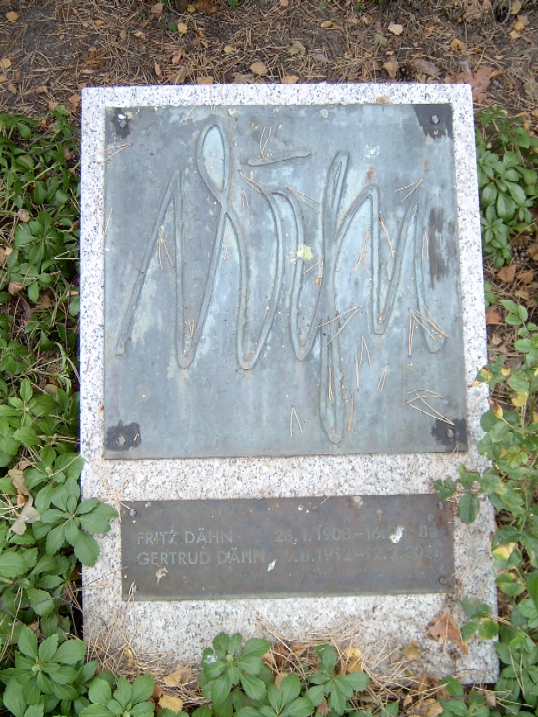
Fritz Dähn
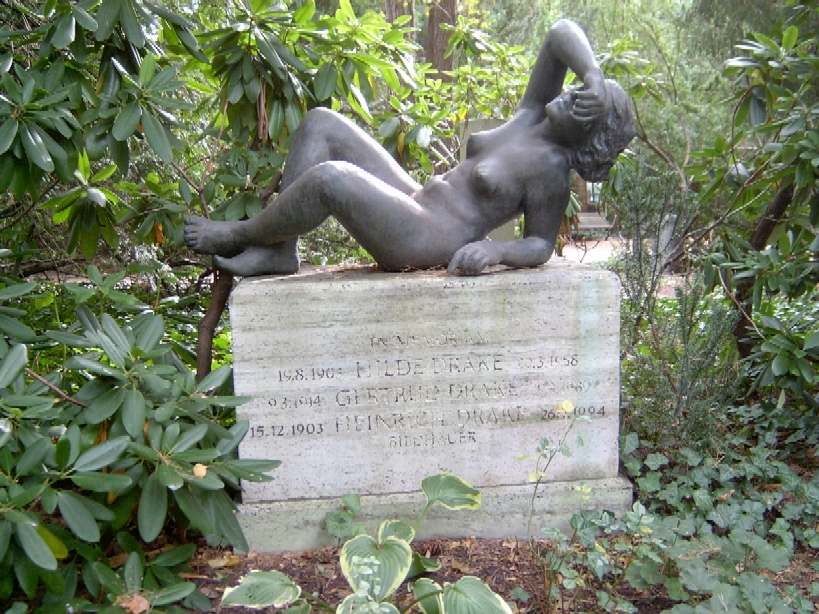
Heinrich Drake
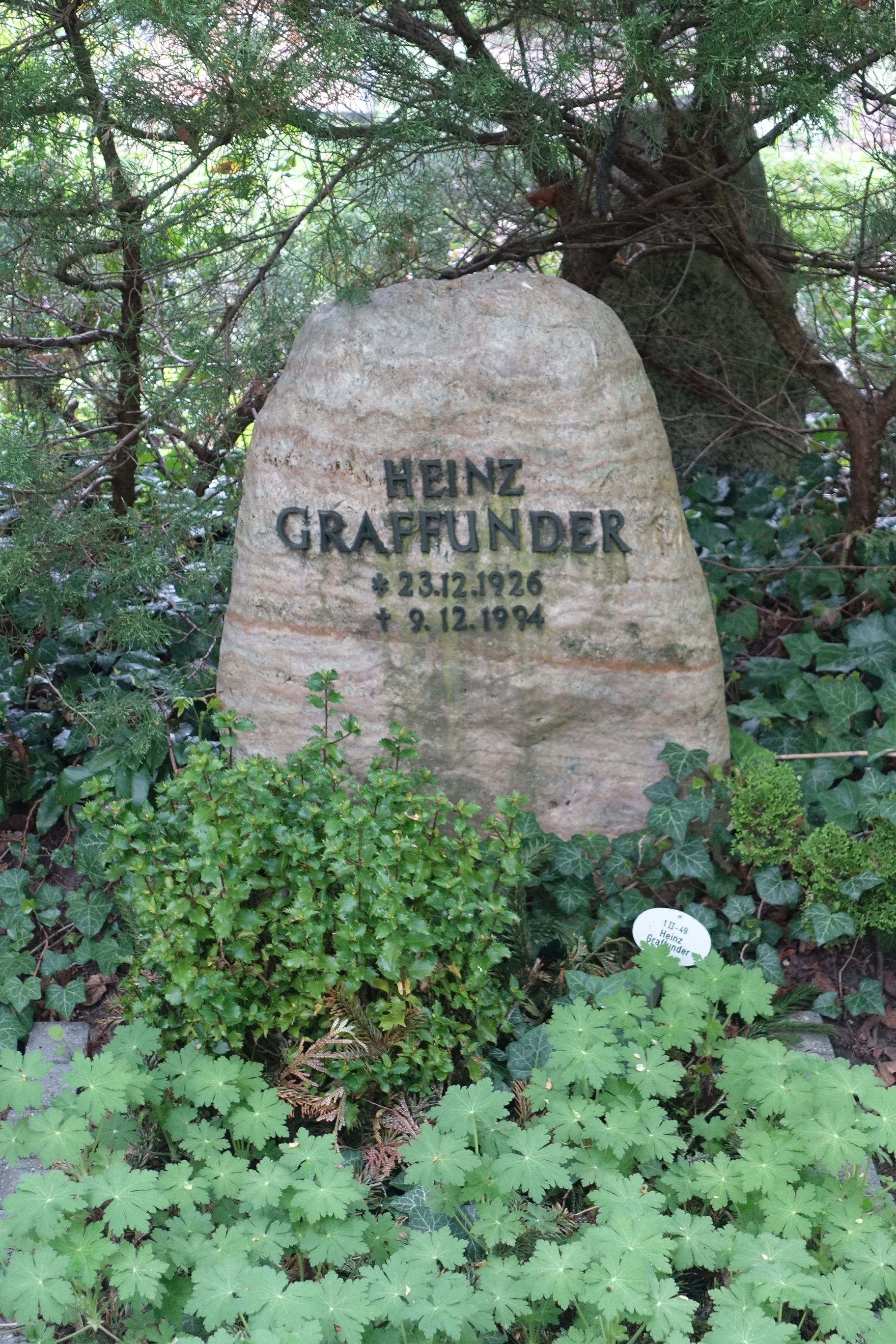
Heinz Graffunder
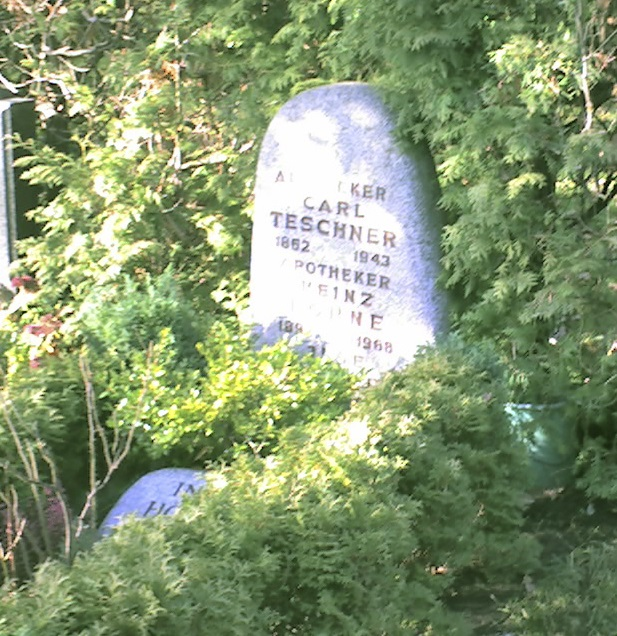
Heinz Höhne
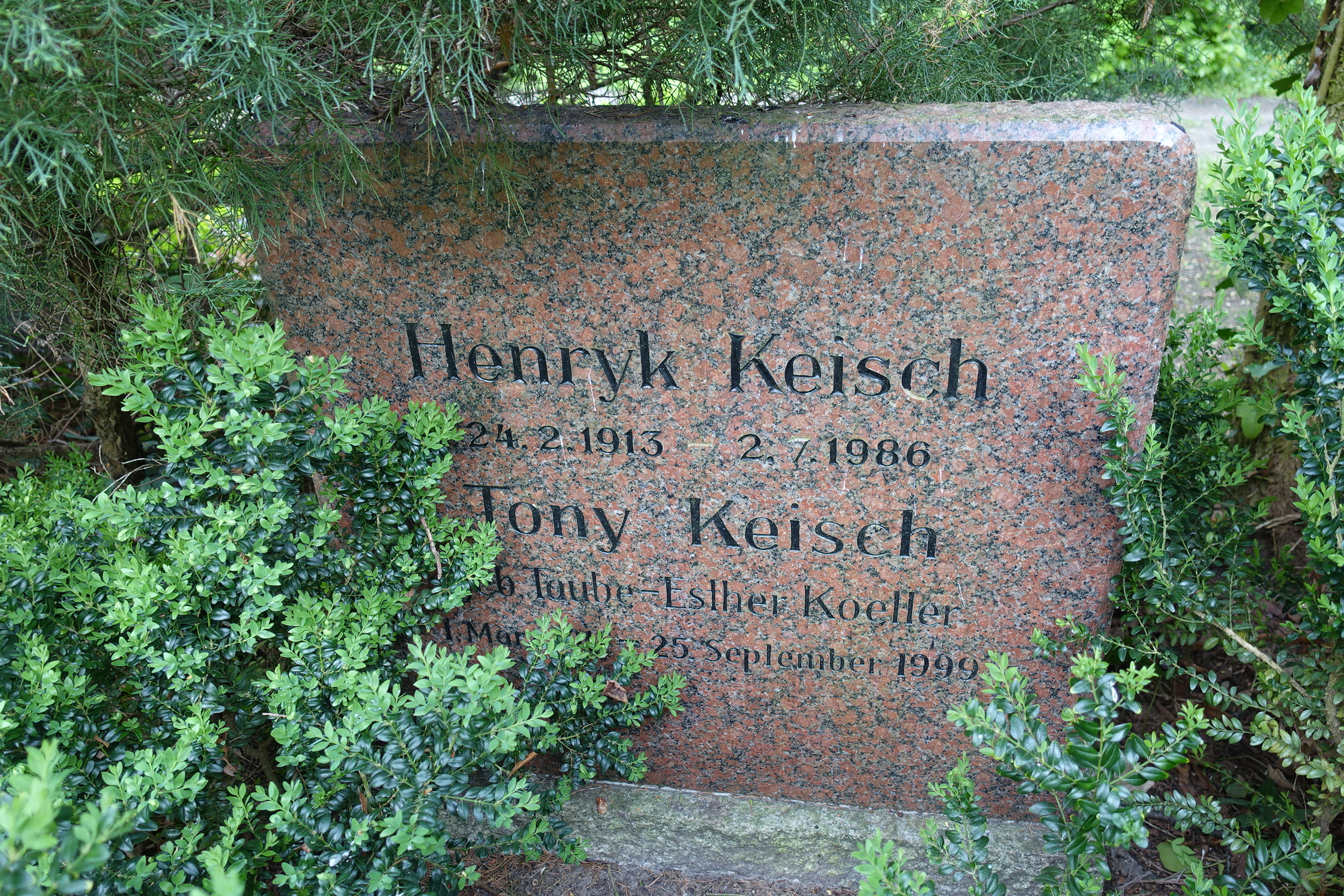
Henryk Keisch
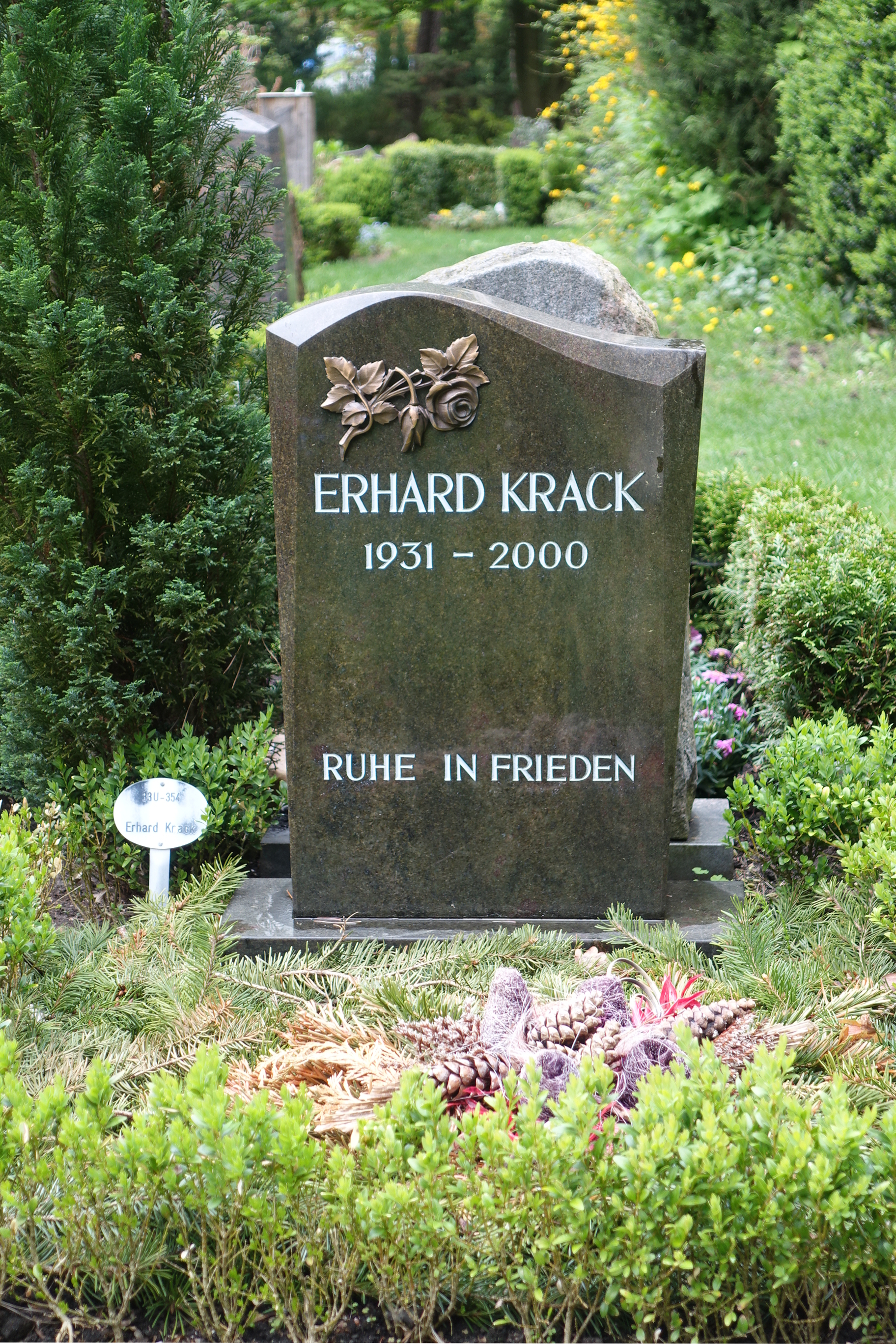
Erhard Krack
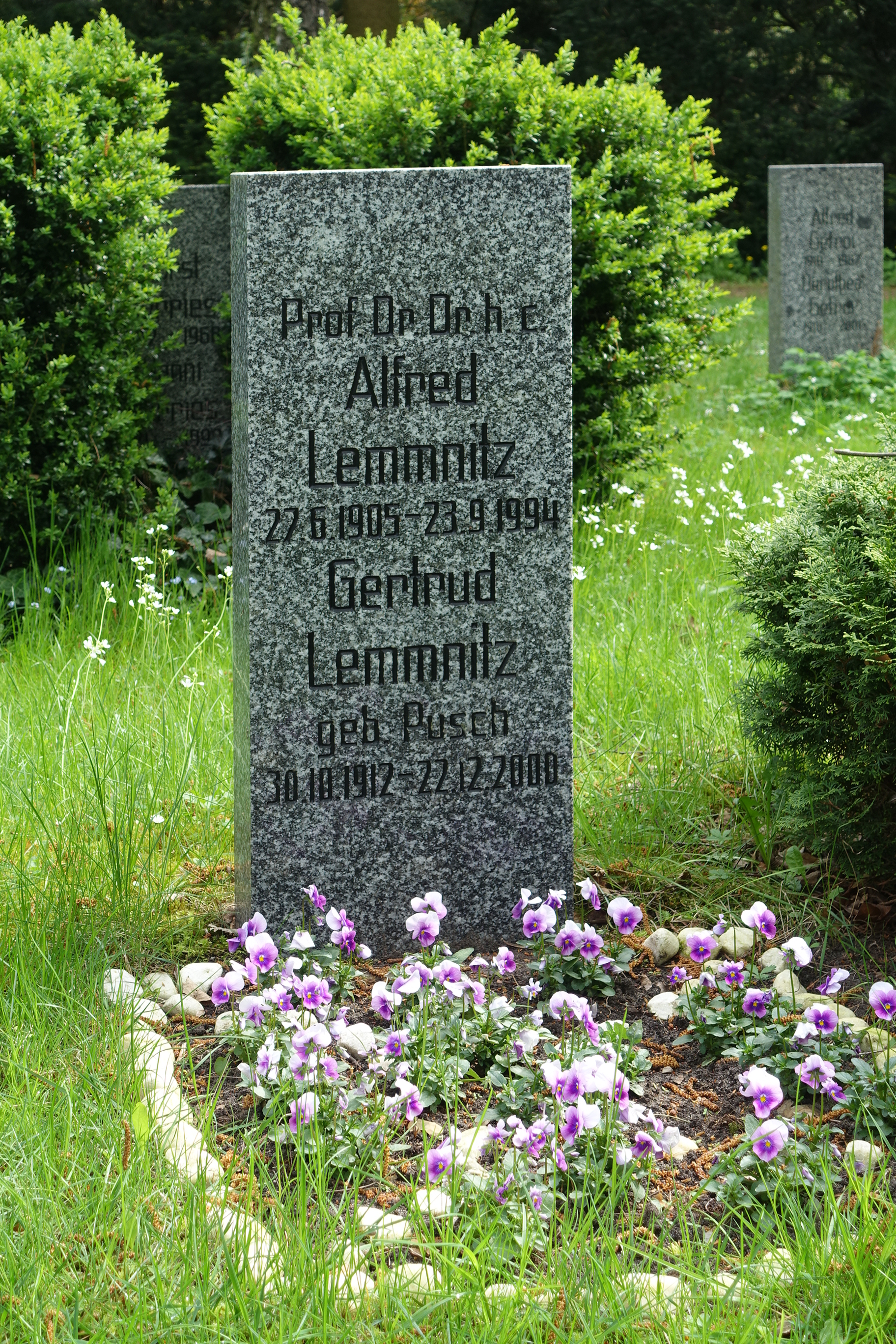
Alfred Lemmnitz
Hans Pitra
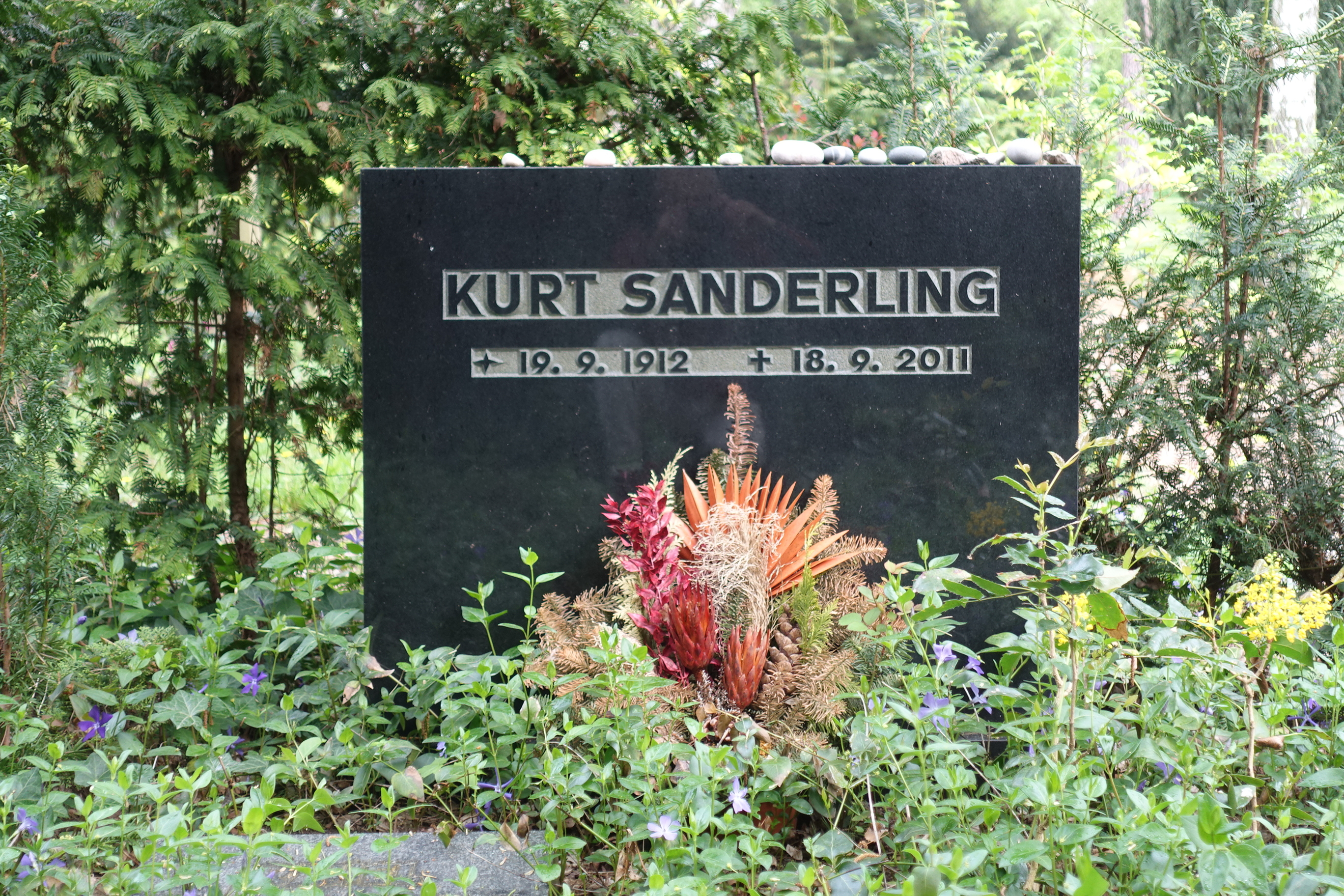
Kurt Sanderling
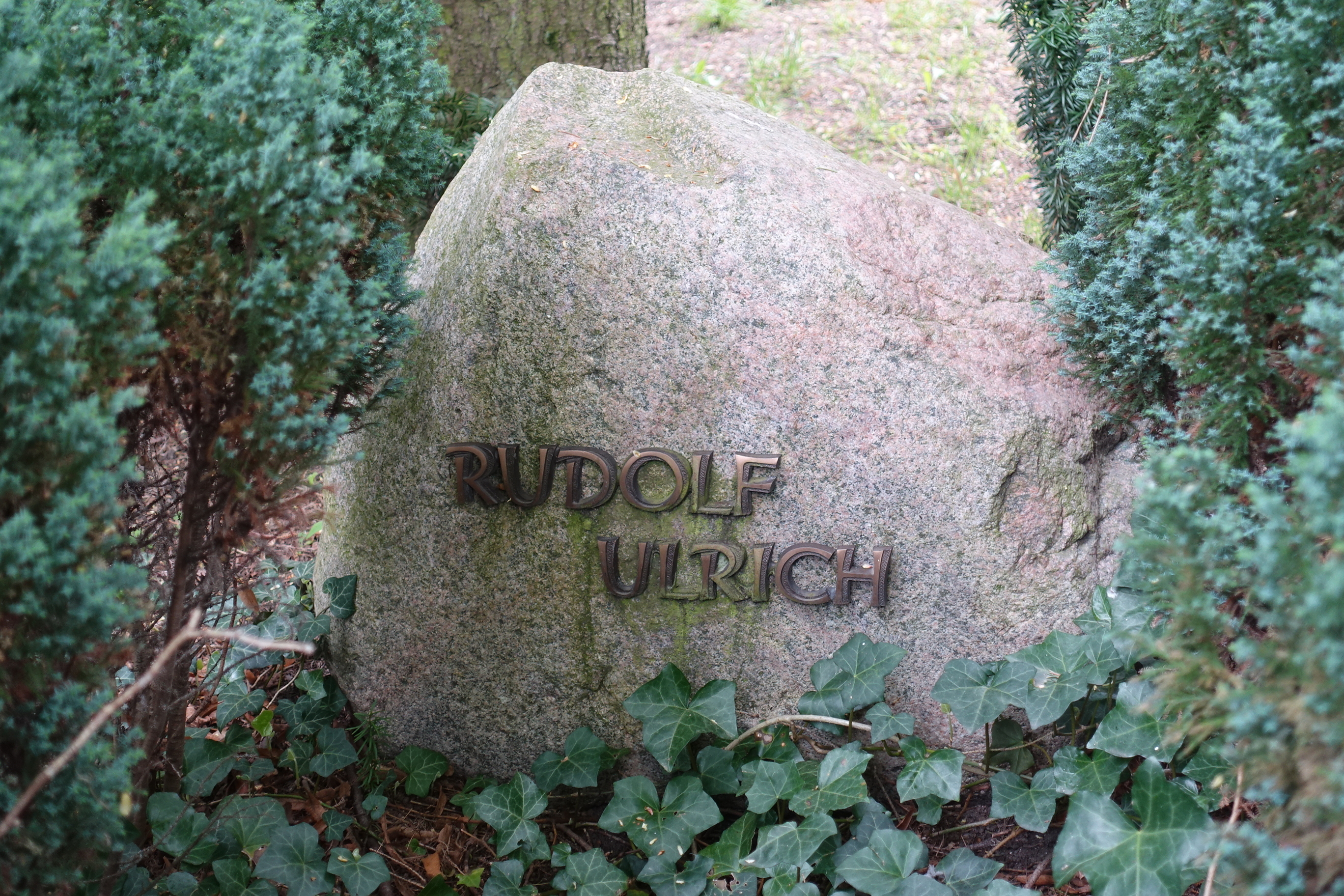
Rudolf Ulrich
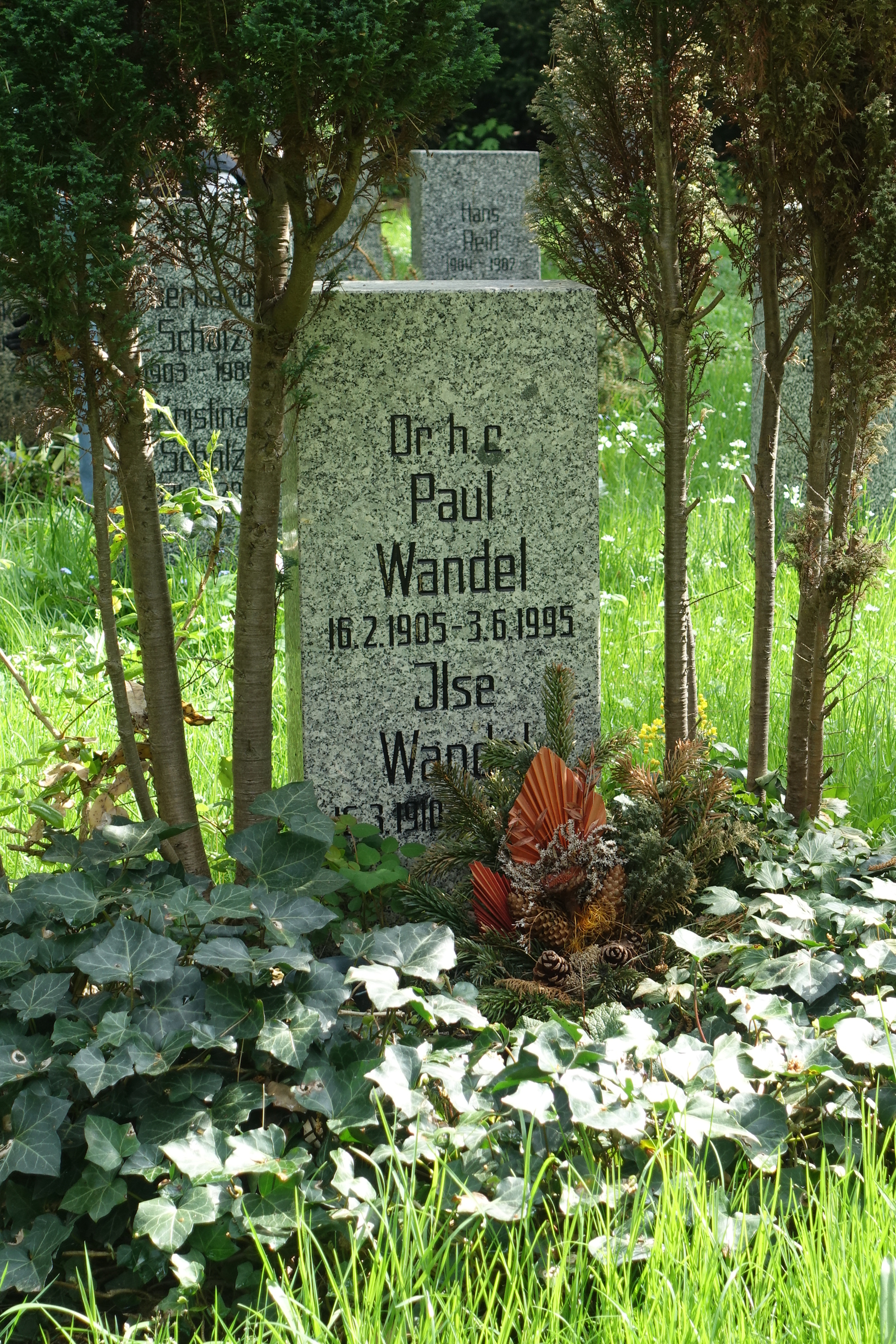
Paul Wandel